# Relations entre l'Empire romain et la Chine
Les relations entre l'Empire romain et la Chine ont été essentiellement indirectes et ce tout au long de l’existence de ces deux empires. Il s'agit pour l'essentiel d'échanges occasionnels de marchandises, d'informations et de voyageurs entre l'Empire romain et la dynastie Han, ainsi qu'entre l'Empire byzantin et diverses dynasties chinoises. Ces empires se sont progressivement rapprochés avec l’expansion romaine au Proche-Orient et les incursions militaires chinoises dans l’Asie centrale. Les Romains comme les Chinois sont conscients que « l'autre » existe, mais cette conscience reste limitée et chaque empire a des connaissances très floues sur tout ce qui concerne l'autre. Seules quelques tentatives de contact direct sont connues grâce aux archives qui nous sont parvenues. De puissants empires tels que ceux des Parthes et des Kouchans séparent les deux pays et cherchent à maintenir le contrôle si lucratif qu'ils exercent sur le commerce de la soie. En définitive, ils empêchent tout contact direct entre ces deux puissances eurasiennes. On ne garde trace que de quelques tentatives de contact direct : en l'an 97, le général chinois Ban Chao essaye en vain d’envoyer un émissaire appelé Gan Ying à Rome, mais il est dissuadé par les Parthes de s'aventurer au-delà du golfe Persique,. Les archives chinoises gardent les traces de plusieurs supposés émissaires romains ayant voyagé vers la Chine pendant l'Antiquité. L'un de ces émissaires, arrivé à la cour des Han en l'an 166, aurait été envoyé par l’empereur romain Antonin le Pieux, ou son successeur Marcus Aurelius,. D'autres arrivent en 226 et 284 après J.-C., puis, après un long hiatus, la première ambassade byzantine est enregistrée par les chroniqueurs chinois en 643 après J.-C.
Les échanges commerciaux indirects existent via des routes commerciales, terrestre (route de la soie, via l'Asie centrale) et maritime (Le Périple de la mer Érythrée, via l'Inde), qui reliaient les deux empires. Les principaux biens échangés sont la soie chinoise ainsi que les verreries et les tissus de grande qualité d'origine romaine. Des pièces romaines frappées à partir du Ier siècle ont été trouvées en Chine, ainsi qu'une pièce à l'effigie de Maximien Hercule. On a également retrouvé, dans la région du Viêt Nam qui correspond à l'ancienne province chinoise de Jiaozhi, des médaillons datant des règnes d'Antonin le Pieux et de Marc Aurèle. Or, il s'agit de la région où, selon des sources chinoises, des envoyés de Rome auraient débarqué pour la première fois. Des objets romains en verre et en argent ont également été découverts sur divers sites archéologiques chinois datant de la période de la dynastie Han. Des pièces de monnaie et des perles de verre romaines ont également été trouvées au Japon.
Dans les sources classiques, le problème de l’identification des références à la Chine ancienne est exacerbé par l’interprétation de l’expression latine « Seres » dont le sens a fluctué au fil du temps. En effet, cette expression peut faire référence à un certain nombre de peuples asiatiques situés dans l'immense région qui s'étend de l’Inde à la Chine, en passant par l’Asie centrale. Dans les documents chinois, l’Empire romain est connu sous le nom de « Da Qin », ce qui signifie « Grand Qin ». Apparemment l'Empire romain aurait été considéré comme une sorte de contrepartie de la Chine située à l’autre bout du monde. D'après Edwin G. Pulleyblank, le « point qu’il faut souligner est que la conception chinoise de Da Qin se mélange dès le départ avec les anciennes notions mythologiques sur l'occident lointain ». Dans les sources chinoises, Da Qin est directement associé au Fulin (拂菻), un pays qui finit par être identifié par des érudits comme Friedrich Hirth comme étant l'Empire byzantin. Les sources chinoises décrivent l'arrivée en Chine, sous la dynastie Tang, de plusieurs ambassades provenant de Fulin et mentionnent également le siège de Constantinople par les troupes de Muʿawiya Ier en 674-678 après J.-C.
Des géographes de l'Empire romain, tels que Claude Ptolémée, ont élaboré les premières descriptions connues en Occident de l'océan Indien oriental ainsi que de la péninsule Malaise, du golfe de Thaïlande et de la mer de Chine méridionale. Le port de Cattigara, mentionné dans le Manuel de géographie de Ptolémée, correspond très probablement à Óc Eo, au Viêt Nam, où des objets romains datant de l'ère Antonine ont été trouvés. À la même époque, les textes des géographes de la Chine antique prouvent qu'ils ont une connaissance globale de l'Asie de l'Ouest et des provinces orientales de Rome. L'historien byzantin Théophylacte Simocatta, du VIIe siècle après J.-C., écrit sur la réunification de la Chine du nord et du sud qui a lieu à cette époque, les deux parties du pays étant traitées comme des nations séparées récemment en guerre. Ces écrits décrivent la conquête de la dynastie Chen par l'empereur Sui Wendi (qui a régné de 581 à 604 après J.-C.), mais introduisent aussi l'usage des noms Cathay et Mangi utilisés par les Européens du Moyen Âge pour désigner la Chine pendant la période correspondant aux dynastie Song du Sud et Yuan.

## Descriptions géographiques et cartographie

### Géographie romaine
Au début du premier siècle après J.-C., l'histoire romaine, au travers des écrits de Virgile, Horace et Strabon, n'offre que de vagues récits sur la Chine et les Sères, ces derniers étant un peuple producteur de soie vivant en Extrême-Orient. Il s'agit peut-être des Chinois de l'Antiquité,. En règle générale, les auteurs romains ont du mal à localiser l'emplacement du pays des Sères qui, selon les auteurs, se retrouve soit en Asie centrale, soit en Asie de l'Est. C'est ainsi que le géographe Pomponius Mela, du Ier siècle, affirme que les terres des Sères forment le centre de la côte d'un océan oriental, et sont flanqués au sud par l'Inde et au nord par les Scythes de la steppe eurasienne. L'historien romain Florus, du IIe siècle après J.-C., semble confondre les Sères et les peuples de l'Inde, ou du moins il a noté que la couleur de leur peau prouve qu'ils vivent tous deux « sous un autre ciel » que les Romains. L'historien Ammien Marcellin (vers 330 – vers 400 de notre ère) écrit que la terre des Sères est entourée de « hauts murs » autour d'un fleuve appelé Bautis. Il s'agit peut-être d'une description du fleuve Jaune et de ce qu'il restait des tronçons de la Grande Muraille de Chine érigés sous les dynasties Qin et Han.
Les cartographes romains savent que la Chine existe, mais leur compréhension de ce qu'est réellement ce pays semble floue. Dans le Manuel de géographie qu'il rédige au IIe siècle de notre ère, Claude Ptolémée sépare le pays de la soie (Serica), qu'il situe à la fin de la route terrestre de la soie, du pays des Qin (Sinae) que l'on atteint par la mer. Toujours selon Ptolémée, les Sinae sont situés sur la rive nord du Grand Golfe (Magnus Sinus), à l'est de la péninsule d'or (Aurea Chersonesus). Le principal port du pays est désigné sous le nom de Cattigara, ce qui correspond très probablement à Óc Eo, au Viêt Nam. La péninsule d'or de Ptolémée est en fait la péninsule malaise, et le Grand Golfe désigne à la fois le golfe de Thaïlande et la mer de Chine méridionale. En effet, Marinus de Tyr et Ptolémée pensent tous les deux que l'océan Indien est une mer intérieure, ce qui les amène sur leurs cartes respectives à faire courber la côte cambodgienne vers le sud au-delà de l'équateur avant de tourner à l'ouest pour rejoindre le sud de la Libye, en Afrique,. Une grande partie de ces terres sont désignées sous le nom de Terra Incognita, mais la zone nord-est est située sur les cartes juste au sud du Sinae.
Les géographes classiques tels que Strabon et Pline l'Ancien sont lents à incorporer de nouvelles informations dans leurs travaux et, de par leur position d'érudits reconnus, ils semblent avoir des préjugés contre les petits commerçants et leurs relevés topographiques. Le travail de Ptolémée représente une rupture par rapport à cet état d'esprit, car il intègre dans ses travaux les récits des marchands et il n'aurait pas été capable de cartographier le golfe du Bengale avec autant de précision sans les apports des commerçants. Au Ier siècle de notre ère, l'auteur anonyme du Périple de la mer Érythrée, a priori un marchand de l'Égypte romaine parlant le grec, fournit des comptes rendus si vivants des villes commerciales de l'Est qu'il est clair qu'il a visité nombre d'entre elles. Parmi celles-ci on trouve des cités d'Arabie, du Pakistan et d'Inde. On trouve également dans le Périple les temps de voyage à partir des rivières et des villes, où jeter l'ancre, l'emplacement des cours royales, la description des modes de vie des habitants et les marchandises que l'on peut trouver sur leurs marchés, et les périodes favorables de l'année pour naviguer de l'Égypte vers ces endroits afin de profiter des vents de la mousson. Le Périple mentionne également une grande ville intérieure du nom de Thinae (ou Sinae), située dans un pays appelé This qui s'étendait peut-être jusqu'à la mer Caspienne,. Le texte note que la soie produite dans cette région est acheminée vers l'Inde voisine via le Gange et vers la Bactriane par une route terrestre. Marinus et Ptolémée s’appuient sur le témoignage d'un marin grec nommé Alexandre, probablement un marchand, pour savoir comment atteindre le fameux port de Cattigara,. Alexandre mentionne que le principal terminus des commerçants romains est une ville birmane appelée Tamala, située au nord-ouest de la péninsule malaise. C'est à cet endroit que les marchands indiens traversent l'isthme de Kra par voie terrestre pour atteindre le « golfe Périmulique », ce qui correspond au golfe de Thaïlande). Alexandre affirme qu'il faut vingt jours pour naviguer de la Thaïlande jusqu'à un port appelé « Zabia » (ou Zaba), situé dans le sud du Viêt Nam,. Selon lui, en partant de ce port et en continuant le long de la côte (du sud du Viêt Nam), on atteint le port de commerce de Cattigara après un nombre de jours non spécifié (« certains » étant interprétés comme « beaucoup » par Marinus),.
Cosmas Indicopleustes, un moine byzantin ayant vécu à Alexandrie au VIe siècle après J.-C., et ancien marchand ayant l'expérience du commerce dans l'océan Indien, est le premier « Romain » à écrire clairement sur la Chine dans sa Topographie chrétienne. Dans cet ouvrage publié vers l'an 550, il l’appelle le pays de Tzinista, qu'il situe situé dans l'extrême est de l'Asie,. Il faut noter que le nom qu'il donne à la Chine est assez proche du mot sanskrit Chinasthana et du syriaque Sinistan gravé sur la stèle nestorienne de Xi'an, en Chine, datant de 781 après J.-C. Il explique la route maritime qui y mène, à savoir d'abord vers l'est, puis vers le nord en remontant la côte sud du continent asiatique, et le fait que des clous de girofle sont arrivés de cette manière au Sri Lanka pour y être vendus. À l'époque du souverain byzantin Justinien Ier (r. 527-565), les Byzantins achètent de la soie chinoise à des intermédiaires sogdiens. Ils font également sortir clandestinement des vers à soie de Chine avec l'aide de moines nestoriens, qui prétendent que la terre de Sérinde est située au nord de l'Inde et produit la soie la plus fine. En faisant de la contrebande de vers à soie et en produisant leur propre soie, les Byzantins peuvent éviter d'avoir recours au commerce de la soie chinoise dominé par leur principal rival, l'empire sassanide.
Les peuples Turcs d'Asie centrale donnent un autre nom à la Chine pendant la période des Wei du Nord (386-535 après J.-C.) : Taugast (en vieux turc : Tabghach). Théophylacte Simocatta, un historien ayant vécu pendant le règne d'Héraclius (r. 610-641), écrit que Taugast (ou Taugas) est un grand empire oriental colonisé par les Turcs, avec une capitale située à 2 400 kilomètres (?) au nord-est de l'Inde, qu'il appelle Khubdan. Ce nom est dérivé du mot turc « Khumdan » utilisé pour désigner Chang'an, la capitale des dynasties Sui et Tang. Théophylacte précise que l'idolâtrie est pratiquée a Taugast, mais que le peuple qui y réside est sage et vit selon des lois justes. Il décrit l'empire chinois comme étant divisé par un grand fleuve, le Yangzi, qui sert de frontière entre deux nations rivales en guerre et indique que, pendant le règne de l'empereur byzantin Maurice (r. 582-602), les habitants du Nord portant des « manteaux noirs » ont conquis les « manteaux rouges » du Sud. Ce récit peut correspondre à la conquête de la dynastie Chen et à la réunification de la Chine par l'empereur Sui Wendi. Pour ce qui est de la distinction noir/rouge elle vient du fait que, si l'on en croit le récit du voyageur persan du XVIe siècle, Hadji Mahomed, ou Chaggi Même, le noir est une couleur distinctive portée par les habitants du Shaanxi, province ou se situe Chang'an, la capitale des Sui. Simocatta écrit que le souverain de la Chine porte le nom de Taisson, ce qui selon lui signifie fils de Dieu. Ce nom peut correspondre soit au titre Tianzi (fils du ciel) porté par les empereurs chinois, soi-même au nom du souverain régnant à l'époque de Simocatta, l'empereur Tang Taizong (r. 626-649). Plus tard, les Européens du Moyen Âge voyageant en Chine écrivent qu'il s'agit de deux pays séparés, avec Cathay au nord et Mangi au sud, ce pendant la période où la dynastie Yuan fondée et dirigée par Kubilai Khan (r. 1260-1294) est en train de conquérir la dynastie Song du Sud,,.

### Géographie chinoise

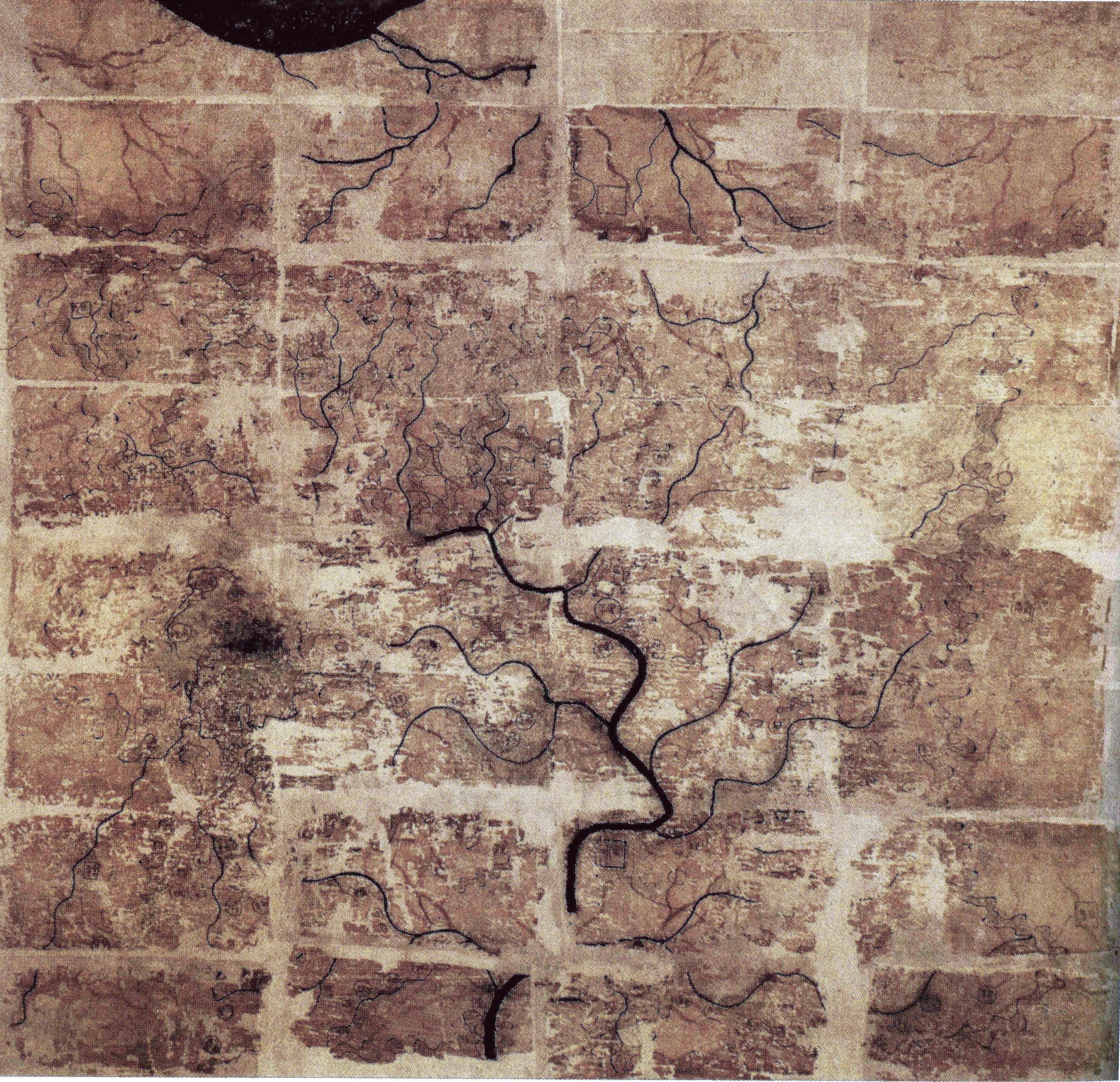
Carte topographique chinoise (le sud étant placé en haut) Mawangdui tombe 3, datée 186 av n. e., Han occidentaux h : 96 × l : 96 cm; encre sur soie. Hunan Provincial Museum, Changsha. La carte couvre un large territoire dans le Sud de la Chine allant de l'ancien royaume de Changsha (royaume semi-autonome à l'intérieur de l'Empire Han, aujourd'hui Hunan) jusqu'au royaume indépendant et parfois hostile de Nanyue aujourd'hui Guangdong et Viêt Nam du nord.

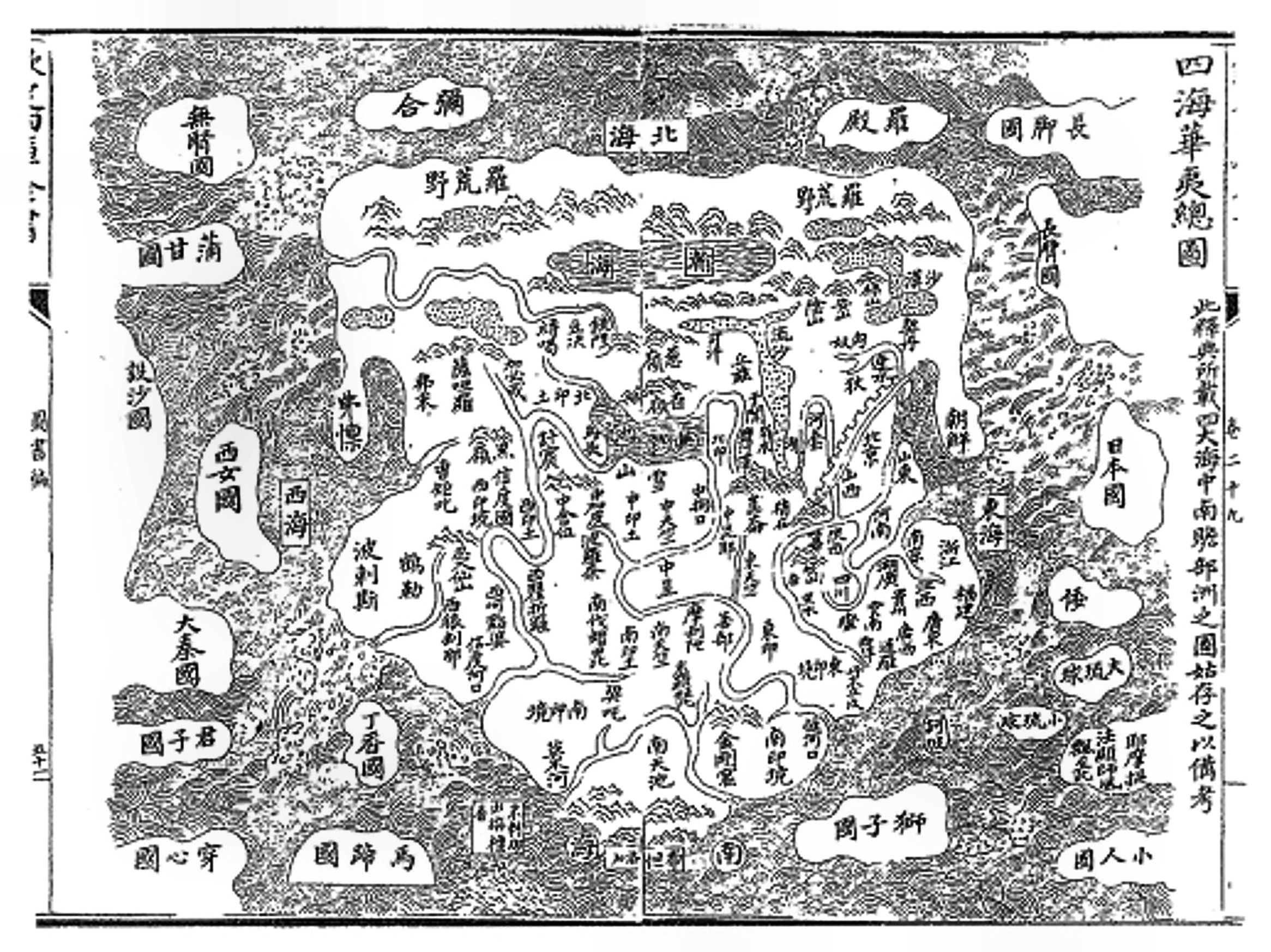
Daqinguo apparaît à la limite occidentale de cette carte du monde chinoise datant de la dynastie Ming, la Sihai Huayi Zongtu, publiée en 1532 après J.-C.

On trouve des informations géographiques détaillées sur l'Empire romain, du moins sur ses territoires situés les plus à l'est, dans l'historiographie traditionnelle chinoise. Le Shiji de Sima Qian (vers 145-86 av. J.-C.) contient des descriptions de pays d'Asie centrale et d'Asie occidentale. Ces descriptions deviennent beaucoup plus nuancées dans le Livre des Han, co-écrit par Ban Gu et sa sœur Ban Zhao. Ces derniers sont les jeunes frères et sœurs du général Ban Chao, qui a remporté des victoires militaires en Asie centrale avant de retourner en Chine en 102 ap. J.-C.. Les territoires les plus à l'ouest de l'Asie, tels que décrits dans le Livre des Han postérieurs compilé par Fan Ye (398-445 ap. J.-C.), constituent la base de presque tous les récits ultérieurs décrivant Daqin,. Ces récits semblent se limiter à des descriptions du Levant, en particulier de la Syrie. Le linguiste historique Edwin G. Pulleyblank explique que les historiens chinois considèrent Daqin comme une sorte de « contre-Chine » située à l'opposé de leur monde connu,. Selon Pulleyblank, « la conception chinoise de Dà Qín a été confondue dès le départ avec les anciennes notions mythologiques sur l'ouest lointain »,. Les histoires chinoises ont explicitement associé Daqin et Lijian (également « Li-kan », ou Syrie), comme appartenant au même pays. Selon Yule, D. D. Leslie et K. H. G. Gardiner, les premières descriptions de Lijian dans le Shiji l’assimilent à l'Empire séleucide de l'Époque hellénistique,,. Pulleyblank conteste ce point de vue au travers d'une analyse linguistique, en faisant valoir que Tiaozhi (条支) dans le Shiji est très probablement l'Empire séleucide et que Lijian, bien qu'encore mal compris, peut être identifié à Hyrcania en Iran ou même à Alexandrie d'Égypte.
Le Wei lüe de Yu Huan (en) (vers 239-265 ap. J.-C.), conservé dans les Annotations aux Chroniques des Trois Royaumes publiées en 429 ap. J.-C. par Pei Songzhi, fournit également des détails sur la partie la plus orientale du monde romain, avec notamment une mention de la mer Méditerranée. Pour l'Égypte romaine, le livre donne la localisation d'Alexandrie, les distances à parcourir le long du Nil et la division tripartite du delta du Nil, Heptanomis et la Thébaïde,. Dans le Chu-fan-chi, Zhao Rugua (1170-1228 ap. J.-C.), surintendant des douanes du port de Quanzhou pendant, la dynastie Song, décrit l'ancien phare d'Alexandrie. Le Livre des Han postérieurs et le Weilüe mentionnent tous deux le Pont flottant « volant » (飛橋) passant au-dessus de l'Euphrate à Zeugma, dans le royaume de Commagène en Anatolie romaine,. Le Weilüe dresse également la liste de ce qu'il considère comme étant les plus importants États vassaux dépendants de l'Empire romain, en fournissant des indications pour s'y rendre ainsi que des estimations des distances qui les séparent en li, une unité de mesure chinoise,. Bien des siècles plus tard, Friedrich Hirth (1885) identifie les lieux et les États dépendants de Rome nommés dans la Weilüe; mais certaines de ses localisations ont été contestées depuis. Par exemple, si Hirth identifie Si-fu (汜復) comme étant Emesa; John E. Hill (2004) utilise des preuves linguistiques et situationnelles pour soutenir qu'il s'agit de Pétra, une cité du royaume nabatéen, qui est annexé par Rome en 106 ap. J.-C., sous le règne de Trajan.
L'Ancien Livre des Tang et le Nouveau Livre des Tang rapportent que les Arabes (Da shi 大食) ont envoyé leur commandant Mo-yi (摩拽, pinyin : Móyè, c'est-à-dire Muʿawiya Ier, gouverneur de Syrie et plus tard calife omeyyade, r. 661-680 ap. J.-C.) assiéger la capitale byzantine, Constantinople, et ont forcé les Byzantins à leur payer un tribut. Les mêmes livres décrivent également Constantinople de manière assez détaillée, faisant mention des solides murs de granit de la ville et d'une horloge à eau montée avec une statue d'homme en or,,. Henry Yule note que le nom du négociateur byzantin « Yenyo » (le patricien Jean Pitzigaudes (en)) est mentionné dans des sources chinoises. À contrario, son nom n'est pas indiqué dans le récit que fait Edward Gibbon sur l'homme envoyé à Damas pour tenir des pourparlers avec les Omeyyades, suivi quelques années plus tard par l'augmentation du tribut demandé aux Byzantins. Le Nouveau Livre des Tang et le Wenxian Tongkao décrivent la Nubie (soit le royaume de Koush soit celui d'Axoum) comme un désert situé au sud-ouest de l'Empire byzantin et infesté par la malaria, où les indigènes ont la peau noire et consomment des dattes persanes. Lorsqu'il évoque les trois principales religions de la Nubie (le Soudan), le Wenxian Tongkao mentionne la religion Daqin et le jour de repos qui a lieu tous les sept jours pour ceux qui suivent la foi des Da shi (les Arabes musulmans). Il répète également l'affirmation du Nouveau Livre des Tang concernant la pratique chirurgicale des Romains d'orient de la trépanation pour éliminer les parasites du cerveau. Les descriptions de la Nubie et de la Corne de l'Afrique dans le Wenxian Tongkao dérivents de celles contenues dans le Jingxingji de Du Huan, un écrivain-voyageur chinois du VIIIe siècle apr. J.-C. Le Jingxingji, dont le texte est conservé dans le Tongdian du Chancelier Du You (en), est peut-être la première source chinoise à décrire l'Éthiopie (Laobosa), en plus d'offrir des descriptions de l'Érythrée (Molin).

## Ambassades et voyages

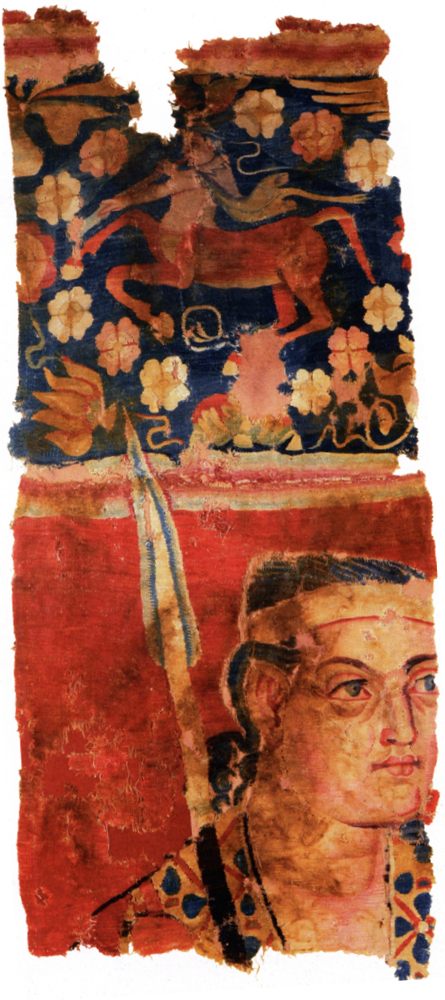
La tapisserie de Sampul, découverte dans le Xian de Lop, préfecture de Hotan, Xinjiang, Chine, représente un soldat grec du royaume gréco-bactrien (250-125 av. J.-C.), aux yeux bleus, brandissant une lance et portant ce qui semble être un diadème en forme de bandeau. Au-dessus de lui est représenté un centaure, une créature de la mythologie grecque qui est un motif courant dans l'art hellénistique. Cette tapisserie est exposée au musée de la région du Xinjiang.

### Prélude
Certains contacts ont pu avoir lieu entre les Grecs de l'époque hellénistique et la dynastie Qin à la fin du IIIe siècle av. J.-C., à la suite des campagnes en Asie centrale d'Alexandre le Grand, roi de Macédoine, et de l'établissement de royaumes hellénistiques relativement proches de la Chine, comme le royaume gréco-bactrien. Les fouilles du site funéraire du premier empereur de Chine, Qin Shi Huang (r. 221-210 av. J.-C.), suggèrent que les Grecs du royaume gréco-bactrien ont peut-être versé un tribut au premier empereur de Chine en lui offrant des cadeaux. Cette théorie est née des influences stylistiques et technologiques grecques présentes dans certaines des œuvres d'art qui ont été retrouvées sur le site, dont quelques exemples de la célèbre armée de terre cuite,. Des échanges culturels à une date aussi précoce sont généralement considérés comme des conjectures dans le milieu universitaire. Cependant, les fouilles menées dans une tombe du IVe siècle av. J.-C., dans la province du Gansu et appartenant à l'État de Qin, ont permis de découvrir des objets occidentaux tels que des perles de verre et un gobelet à glaçure bleue (peut-être en faïence) d'origine méditerranéenne.

### Premiers contacts avec l'occident: l'ambassade de Zhang Qian

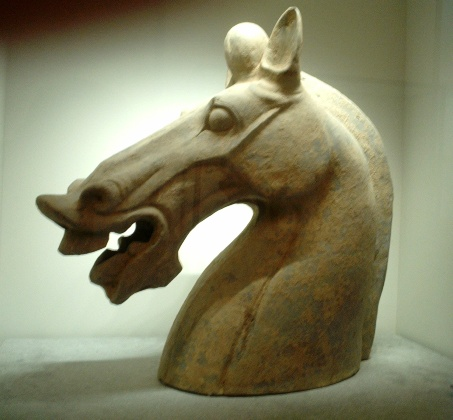
Statuette de cheval de la dynastie Han. Musée national des Arts asiatiques - Guimet.

Vers 130 av. J.-C., à la suite de rapports envoyés par Zhang Qian à la cour, l'empereur Han Wudi souhaite établir des relations avec les civilisations urbanisées de Ferghana, de Bactriane, et de Parthie, dans ce qui est maintenant l'Afghanistan et le Tadjikistan. Au départ, Zhang Qian avait été envoyé vers l'ouest de la Chine des Han pour obtenir une alliance avec les Yuezhi contre les Xiongnu, en vain. Cependant, son voyage n'a pas été inutile, car d'après le Hou Hanshu, ou Livre des Han postérieurs, voici les conclusions que l'empereur tire de son rapport :

« Le Fils du ciel, en entendant ces nouvelles, conclut ceci : Dayuan (Ferghana) et les possessions de Daxia (Bactriane) et Anxi (Parthie) sont de grandes contrées, remplies d'objets rares, dont la population vit dans des habitations permanentes et se livre à des activités similaires à la population chinoise, mais leurs armées sont faibles, et elles accordent beaucoup de valeur aux produits chinois »

La dynastie Han envoie de nombreux ambassadeurs en Asie centrale, environ dix par an, atteignant jusqu'à la Syrie séleucide. Toujours d'après le Livre des Han postérieurs :

« ainsi, d'autres ambassadeurs furent envoyés en Anxi (Parthie), Yancai (qui rejoignit plus tard les Alains), Lijian (Syrie séleucide), Tiaozhi (Chaldée) et Tianszhu (Inde du nord-ouest)... en règle générale, plus de dix missions de ce type partaient chaque année, et au minimum cinq ou six. »

À ce stade, les contacts entre la Chine et Rome sont encore flous et indirects, chaque empire commençant tout juste à découvrir les produits manufacturés de l'autre.

### L'ambassade à Auguste
L'historien romain Florus décrit les visites de nombreux envoyés venus rendre hommage à Auguste, le premier Empereur romain, qui règne de l'an 27 av. J.-C. à l'an 14. Parmi ces envoyés, on trouve ceux des « Sères », qui sont soit des Chinois, soit, plus probablement, des peuples d'Asie centrale :

« Même le reste des nations du monde qui n’étaient pas soumises à la domination impériale étaient sensibles à sa grandeur et regardaient avec révérence le peuple romain, le grand conquérant des nations. Ainsi même les Scythes et les Sarmates envoyèrent des émissaires pour chercher l’amitié de Rome. Même les Sères sont venus et les Indiens qui vivent sous un soleil vertical, apportant des pierres précieuses, des perles et des éléphants en cadeaux. Que penser tout du moins à l’immensité du voyage qu’ils avaient entrepris, et qui selon eux avait duré quatre ans. En vérité il n'est nécessaire que de regarder leur teint pour voir qu’ils étaient des personnes d’un autre monde que le nôtre. »

Même en cherchant dans tout le corpus historiographique et littéraire romain, l'historien Henry Yule n'a pu trouver aucune autre mention d'une rencontre diplomatique aussi directe entre les Romains et ces Seres. Il suppose que ces émissaires ont beaucoup plus de chances d’être des marchands privés ayant fait le voyage jusqu’à Rome plutôt que des diplomates, puisque les archives chinoises insistent sur le fait que Gan Ying est le premier Chinois à s'avancer vers l'ouest jusqu'à Tiaozhi (条支 ; Mésopotamie) en 97 après J.-C. Yule note que le Periplus du Ier siècle mentionne que l'on voit rarement les gens de Thinae (Sinae), car ce pays est difficile à atteindre,. Il précise que leur pays, situé sous Ursa Minor et aux confins de la mer Caspienne, est celui d'où vient la soie brute et des tissus de soie fine qui sont échangés par voie terrestre de Bactriane à Barygaza, ainsi que dans le Gange.

### Le voyage de Gan Ying

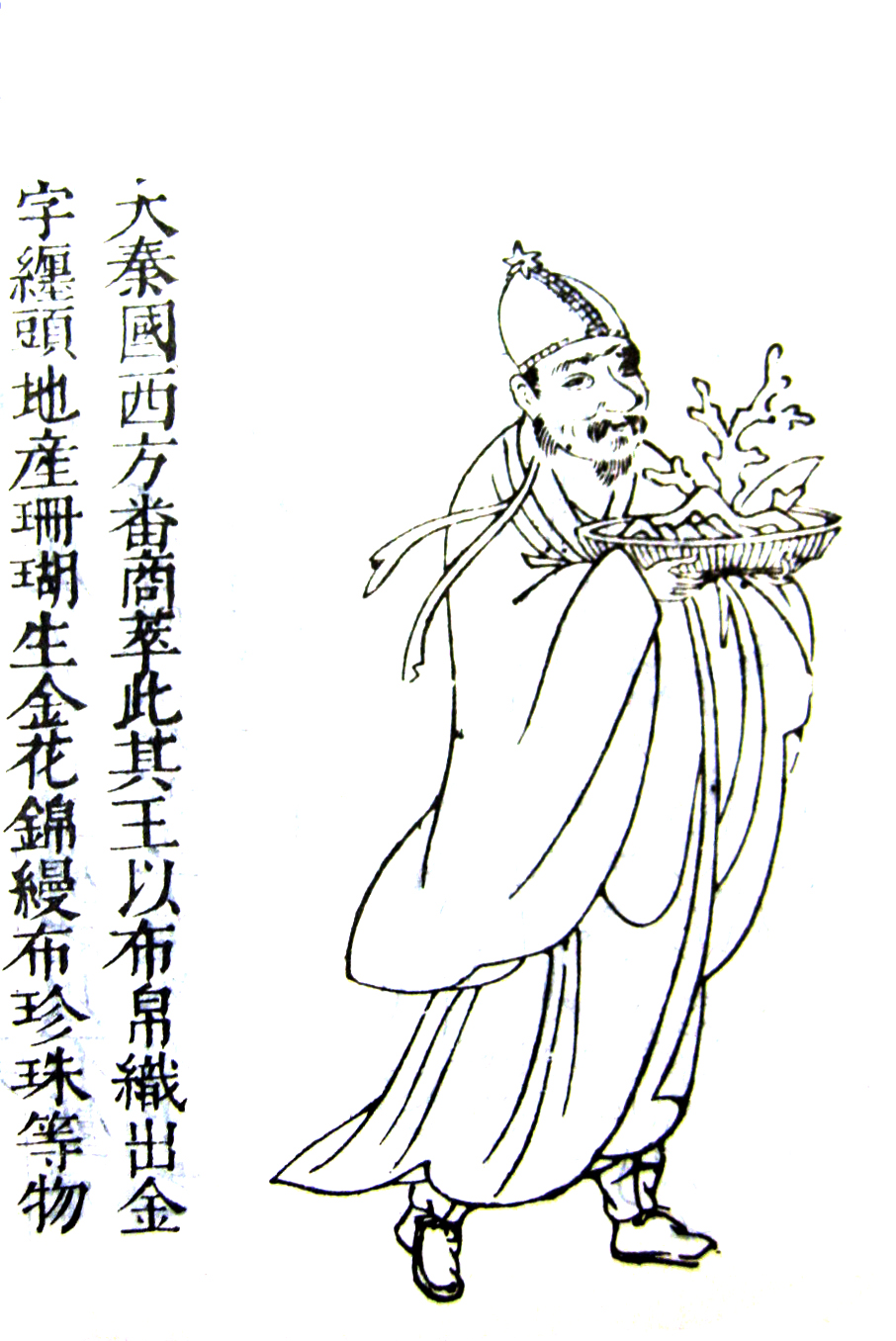
Le peuple de Da Qin, tel que les Chinois se le représentent au XVIIe siècle, dans l'encyclopédie Sancai Tuhui de la dynastie Ming.

Le général Ban Chao (32-102 après J.-C.), qui est au service de la dynastie des Han orientaux, réussi à rétablir le contrôle de la Chine sur les régions de l'ouest, soit le bassin du tarim et le Xinjiang, à la suite d'une série de succès militaires. Il vainc les Da Yuezhi en 90 après J.-C. et les Xiongnu du Nord en 91 après J.-C., forçant des villes-États telles que Kucha et Tourfan (peuplées de Tochariens), Khotan et Kashgar (peuplées de Sakas), à se soumettre aux Han. Karasahr, la dernière cité de la région encore indépendante, est soumise en 94 après J.-C.,. Ces conquétes ne marquent pas pour autant la reprise des contacts des Hans avec l'ouest, car une ambassade de l'empire parthe est déjà arrivée à la cour de Han en 89 après J.-C. et, alors que Ban est stationné avec son armée à Khotan, une autre ambassade parthe arrive en 101 après J.-C., apportant cette fois des cadeaux exotiques comme des autruches.
En l'an 97, Ban Chao mandate un envoyé du nom de Gan Ying pour aller vers l'occident. Il part du bassin du Tarim en direction de l'empire parthe et réussit à rejoindre le golfe Persique. Gan Ying a laissé une description détaillée des pays occidentaux qu'il a traversés, même si apriori, il n'est pas allé au-delà de la Mésopotamie, qui fait alors partie de l'Empire parthe,. Alors qu'il entend rejoindre l'Empire romain par la voie maritime, il est découragé par les Parthes qui lui disent qu'il s'agit d'un voyage dangereux, qui prend au moins deux ans. Découragé par cette nouvelle, il retourne en Chine où il apporte beaucoup de nouvelles informations sur les pays à l’ouest des territoires contrôlés par les Han, ses informations portant sur des terres aussi éloignées que le bassin méditerranéen.
Gan Ying est connu pour avoir laissé un compte rendu sur l’Empire romain (Da Qin en chinois) qui s’appuie sur des sources secondaires, probablement les récits des marins qu'il a croisés dans les ports qu’il a visités. Le Hou Hanshu localise les Romains dans la contrée de Haixi, ce qui signifie littéralement « Ouest de la mer »,. Cette expression désigne en fait l'Égypte, qui est alors sous contrôle romain. La mer en question est celle connue par les Grecs et les Romains comme étant la mer érythréenne, un ensemble qui comprend le golfe Persique, la mer d’Oman et la mer Rouge.
Voici la description de Haixi contenue dans le Hou Hanshu:

« Son territoire s’étend sur plusieurs milliers de li,. Ils ont établi des relais postaux à intervalles réguliers, qui sont tous plâtrés et blanchis à la chaux. Il y a des pins et des cyprès, ainsi que des arbres et des plantes de toutes sortes. Il y a plus de quatre cents villes fortifiées. Il y a plusieurs dizaines de petits royaumes tributaires. Les murs des villes sont en pierre. »

Le Hou Hanshu donne une vision positive, bien qu'un peu fantaisiste, de la manière dont est gouverné l'Empire romain :

« Leurs rois ne sont pas permanents. Ils choisissent et nomment l’homme qui est le plus digne de l’être. S’il survient des catastrophes inattendues dans le Royaume, comme des vents ou des pluies extraordinaires se déchaînant fréquemment, il est rejeté et remplacé sans ménagement. Celui qui a été ainsi congédié accepte tranquillement sa rétrogradation et n’est pas en colère. Le peuple de ce pays est honnête. Ils ressemblent à des Chinois, et c’est pourquoi le pays est appelé Da Qin (大秦, lit le "Grand Qin")… Le sol produit beaucoup d’or, d’argent et des pierres précieuses rares, y compris celles qui brillent dans la nuit… ils cousent des tissus brodés avec des fils d'or pour faire des tapisseries et des damassés de plusieurs couleurs et faire un tissu peint en or ainsi qu'un "tissu lavé-dans-le-feu" (amiante). »

— Extrait du Hou Hanshu, cité dans Leslie et Gardiner.
Les écrits de Ying décrivent correctement Rome comme étant la principale puissance économique de l’extrémité ouest de l’Eurasie :

« C’est de ce pays que viennent de tous les objets rares et merveilleux créés dans les États étrangers. »

— Extrait du Hou Hanshu, cité dans Leslie et Gardiner.
Fan Ye, l'auteur du Hou Hanshu, résume ainsi le voyage de Gan Ying :

« Dans la neuvième année 97, Ban Chao a envoyé son principal greffier Gan Ying, qui est allé jusqu'à la mer occidentale et est ensuite retourné. Les générations précédentes n'ont jamais atteint ces régions. Le Shanjing ne donne aucune précision sur eux. Il a sans doute rédigé un rapport sur leurs coutumes et leurs produits précieux et rares. Après cela, des royaumes lointains tels que le Mengqi et le Doule [Talas] se sont soumis et ont envoyé des émissaires pour offrir leur tribut. »

Yule note que bien que la description de la Constitution et des produits romains soit déformée par rapport à la réalité, le Livre des Han postérieurs offre une description précise des pêcheries de corail en Méditerranée. Le corail est alors un article de luxe très apprécié dans la Chine des Han, qui est importé, entre autres, de l'Inde, principalement par voie terrestre et peut-être aussi par voie maritime. L'inde est également la région où les Romains vendent le corail et obtiennent des perles. La liste originale des produits romains figurant dans le Livre des Han postérieurs, comme la soie de mer, le verre, l'ambre, le cinabre et les tissus, est reprise et complétée dans la Weilüe,. Le même Weilüe affirme qu'en 134 après J.-C., le souverain du royaume de Shule (Kashgar), qui avait été otage à la cour de l'empire Koushan quelques années plus tôt, a offert des pierres précieuses bleues (ou vertes) provenant de Haixi en cadeau à la cour des Han orientaux. Fan Ye, l'éditeur du Livre des Han postérieurs, écrit que les chinois des générations précédentes n'avaient jamais atteint ces régions de l'extrême ouest, mais que le rapport de Gan Ying a révélé aux Chinois les territoires, coutumes et produits desdites régions. Le Livre des Han postérieurs affirme également que les Parthes (chinois : 安息; Anxi) souhaitant « contrôler le commerce des soies multicolores chinoises » ont donc intentionnellement empêché les Romains d'atteindre la Chine.

### Les voyages orientaux de Maes Titianus

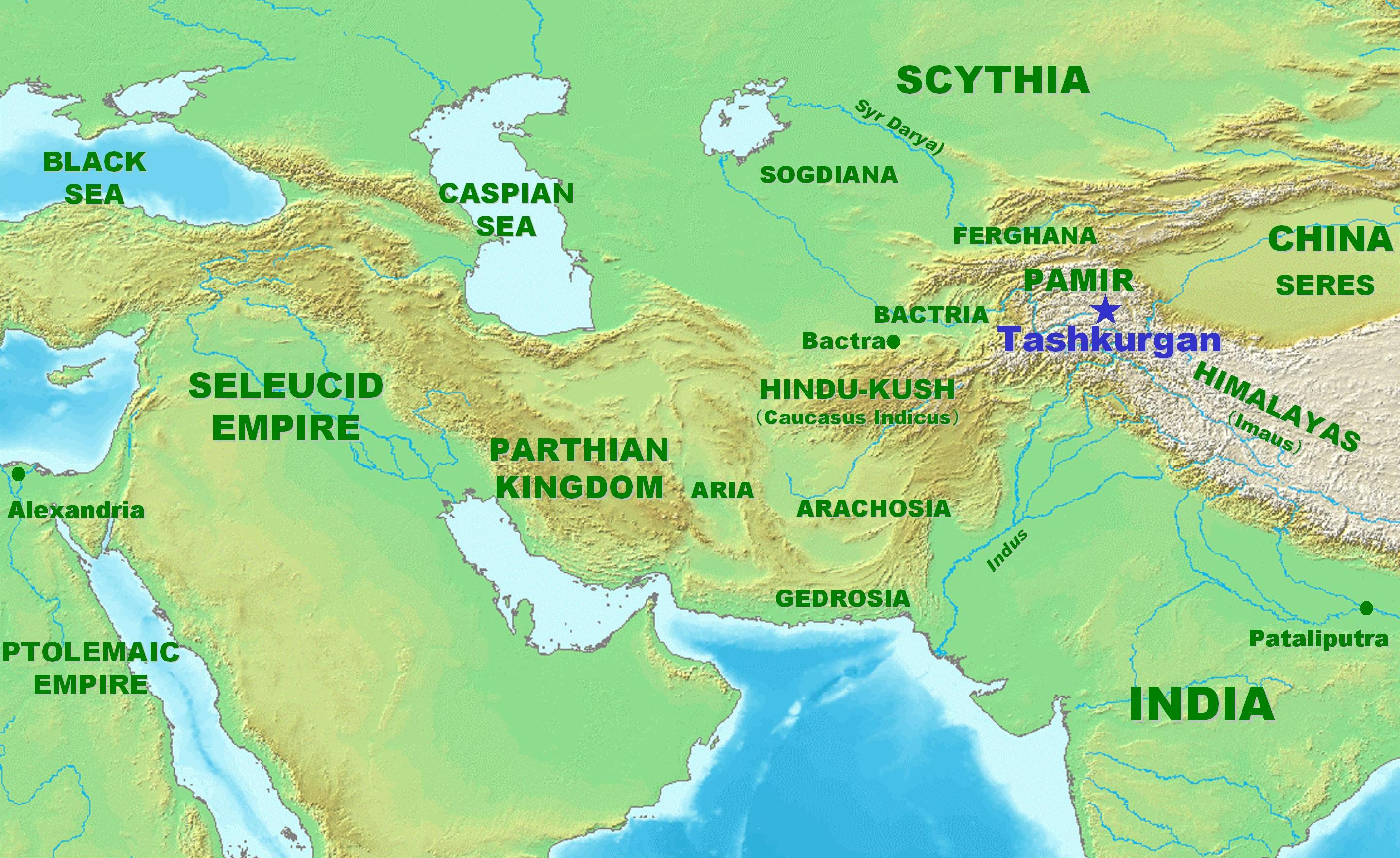
Maes Titianus est allé jusqu'à la ville de Tashkurgan, connue sous le nom de « Tour de Pierre » durant l'Antiquité. Cette ville est alors la porte d'entrée vers la Chine (en bleu).

Maes Titianus est, de tous les voyageurs de la Rome antique, celui qui est allé le plus loin le long de la route de la soie, en partant du monde méditerranéen. Au début du IIe siècle  ou à la fin du Ier siècle, pendant une accalmie dans les guerres entre les Romains et les Parthes, son groupe a atteint la célèbre « tour de Pierre », qui, selon certaines théories, est Tashkurgan, dans le Pamir. Selon d’autres auteurs, la « tour de Pierre » doit être située dans la Vallée d'Alaï, à l’ouest de Kachgar,,.

### Possible présence de Gréco-romains en Birmanie et en Chine

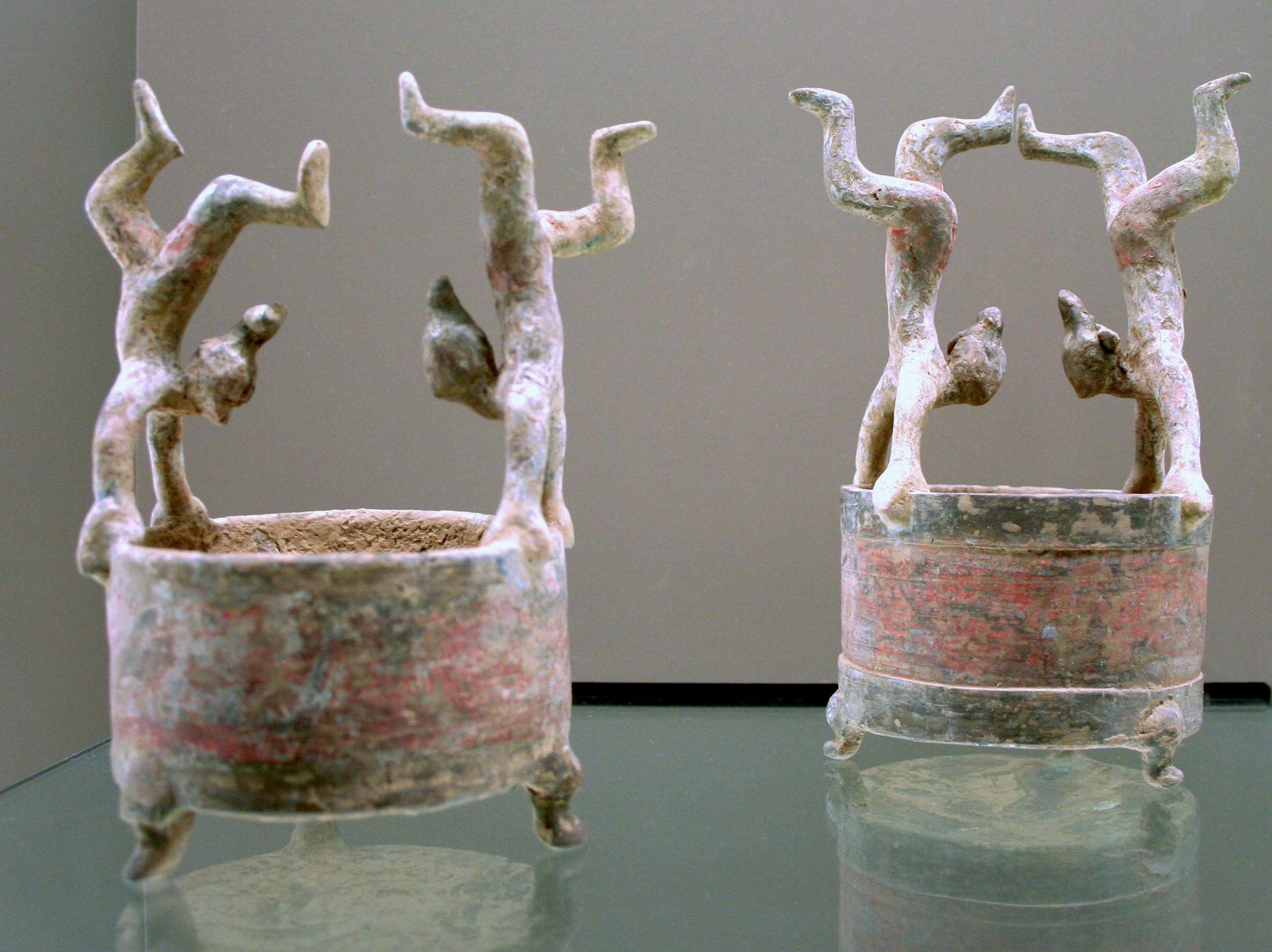
Récipients en céramique datant de la période des Han occidentaux, décorés de petites statuettes représentant des équilibristes exécutant leur numéro. Selon le Shiji le Livre des Han, le roi Mithridate II de l'Empire parthe a envoyé des cadeaux, dont des jongleurs syriens, à la cour de l'empereur Han Wudi. le Livre des Han postérieurs indique qu'un roi de Birmanie a envoyé des acrobates originaires de Daqin à la cour de l'empereur Han Andi en 120 après J.-C..

Il est possible qu'un groupe d'acrobates grecs, prétendant venir d'un endroit situé « à l'ouest des mers » (un terme désignant l'Égypte romaine, que le Livre des Han postérieurs reconnaît comme étant une partie de l'empire Daqin), ait été envoyé par un roi de Birmanie auprès de l'empereur Han Andi en 120 après J.-C,,.
La présence de Grecs aussi loin à l'est à cette période n'est pas si improbable qu'elle en à l'air, car les recherches des historiens modernes ont permis de prouver que, même après la fin de la période hellénistique, des Grecs ont continué à être employés en Asie au sein des empires Parthe et Kouchan, comme musiciens et athlètes,. Le Livre des Han postérieurs indique que l'empereur Andi transfère ces artistes de sa résidence de campagne vers Luoyang, sa capitale, où ils donnent un spectacle à sa cour et sont récompensés par de l'or, de l'argent et d'autres cadeaux. En ce qui concerne l'origine de ces artistes, Raoul McLaughlin pense qu'à cette époque, les Romains vendaient des esclaves aux Birmans et que c'est ainsi que ces artistes sont arrivés en Birmanie avant d'être envoyés en Chine par le souverain birman,. Il faut également noter que les jongleurs syriens sont réputés dans la littérature classique occidentale, et que les sources chinoises allant du IIe siècle av. J.-C. au IIe siècle après J.-C. semblent les mentionner également.

### Première ambassade romaine

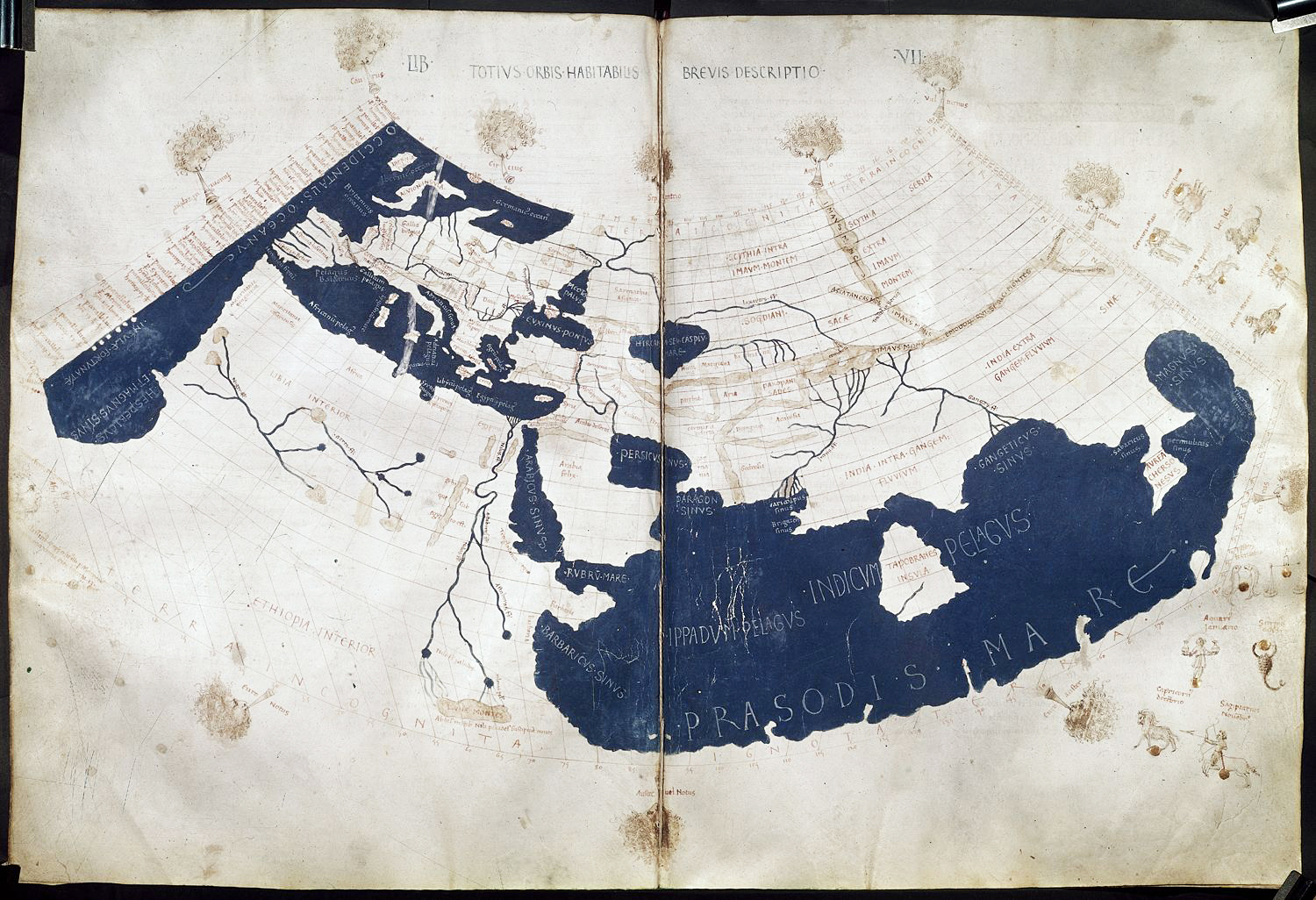
La carte du monde de Ptolémée, reconstituée au XVe siècle à partir de sa Géographie. Cette carte place le Pays de la Soie (Serica) en Asie du Nord-Est, à la fin de la route de la soie et le pays de Qin (Sinae) au Sud-Est, à la fin des routes maritimes.

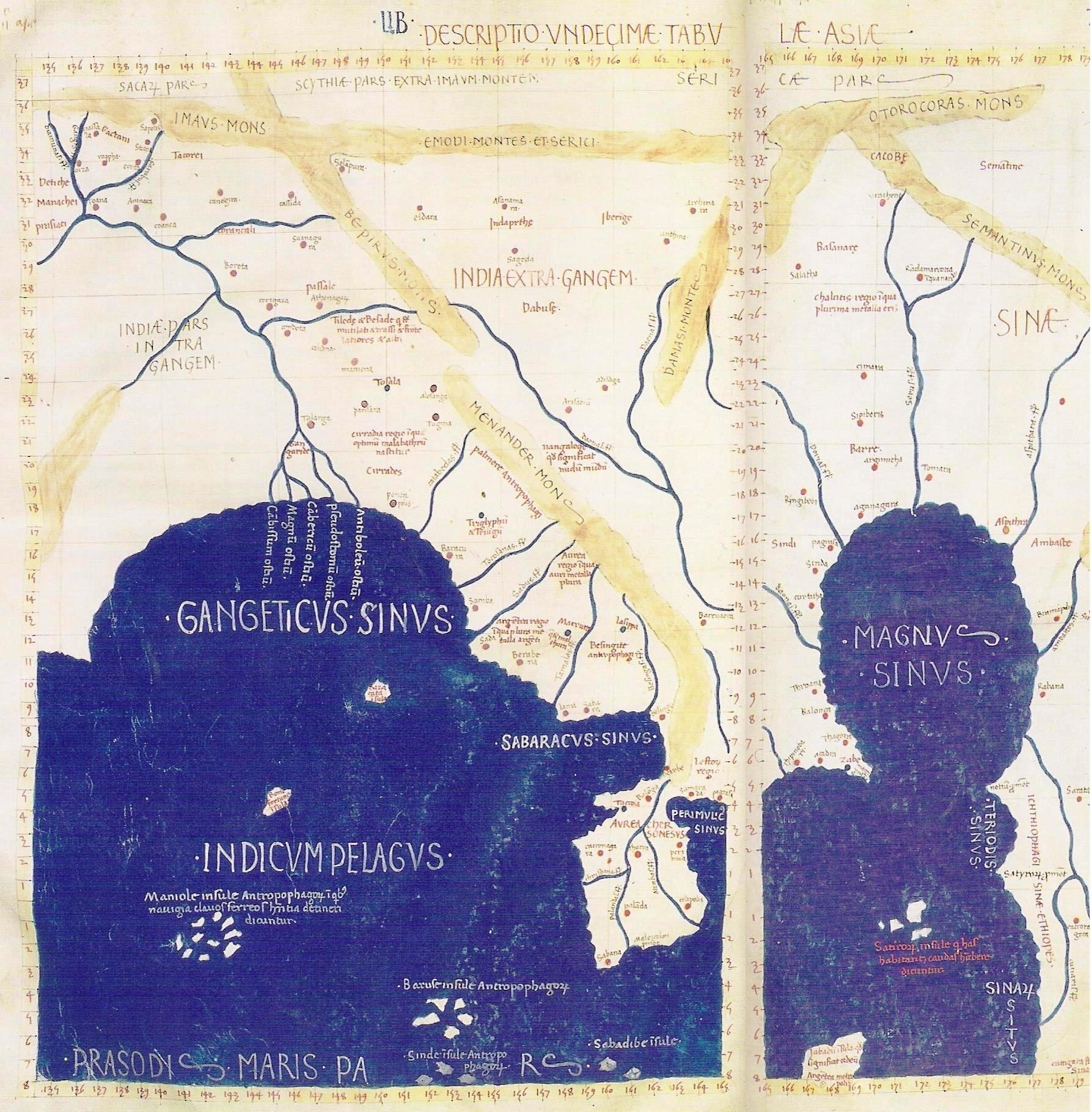
Reconstitution de la 11e carte régionale de l'Asie de Claude Ptolémée, datant de la Renaissance. Sur cette carte, on trouve le golfe du Gange à gauche, la péninsule d'or (Malaisie) au centre et le grand Golfe (golfe de Thaïlande) à droite. Le pays du « Sinaï » est supposé se situer sur les rives nord et est de ce grand Golfe, bien que leur port de Cattigara ne semble pas être plus au nord que le delta du Mékong.

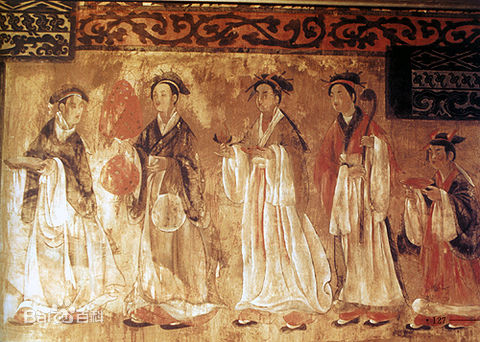
Peinture murale montrant des femmes vêtues de robes traditionnelles Hanfu en soie, provenant des tombes de Dahuting (chinois : 打虎亭汉墓, pinyin: Dahuting Han mu), datant de la fin de la dynastie des Han orientaux (25-220 après J.-C.), située à Zhengzhou, dans la province du Henan, en Chine.

Des échanges directs entre les pays méditerranéens et l’Inde apparaissent au Ier siècle avant notre ère, lorsque les navigateurs grecs apprennent à utiliser les vents réguliers de la mousson pour leurs voyages de commerce dans l’océan Indien. La vitalité du commerce marin à l’époque romaine est confirmée par la découverte lors de fouilles d’importants gisements de pièces romaines, le long d’une grande partie de la côte de l’Inde. De nombreux ports commerciaux ayant des liens avec des communautés romaines ont été identifiés en Inde et au Sri Lanka, le long de l’itinéraire emprunté par la mission romaine.
D'après le Hou Hanshu, le premier groupe de personnes prétendant être des ambassadeurs romains arrive en Chine en l'an 166 de notre ère. L’ambassade qui arrive à la cour de l'empereur Han Huandi est supposée avoir été envoyée par « Andun » (chinois : 安敦, c.a.d l'Empereur Antonin le pieux), le « Roi de Da Qin » (Rome),. À ce stade, on se retrouve face à un problème d'ordre chronologique. En effet, Antonin le pieux meurt en 161 en laissant l’empire à son fils adoptif Marcus Aurelius, ou plus exactement Caesar Marcus Aurelius Antoninus Augustus. Comme cette ambassade arrive en Chine en 166, il est difficile de savoir qui a vraiment envoyé cette mission, étant donné que les deux empereurs s’appellent « Antonin »,. Dans tous les cas, cette mission romaine arrive par le Sud, donc probablement par la mer, et entre en Chine par la frontière du Rinan ou du Tonkin. Cet ambassadeur apporte des cadeaux, incluant des cornes de rhinocéros, de l'ivoire et des écailles de tortues. Ces cadeaux ont probablement été achetés en cours de route, en Asie du Sud. Les deux historiens Charles Hucker (en) et Rafe De Crespigny relativisent grandement le contenu du Hou Hanshu et pensent que cette mission romaine de 166 a été menée par des marchands romains assez audacieux pour tenter le voyage et non par de vrais diplomates. Selon Hucker :

« Les missions diplomatiques chargées d'amener les tributs des États vassaux, incluaient de manière assez commune des commerçants, qui gagnent ainsi l'occasion de faire des affaires dans les marchés de la capitale. Sans doute qu'une grande partie de ce que la Cour de Chine a choisi d’appeler des missions, n’étaient en fait que des entreprises commerciales habilement organisées par des marchands étrangers sans statut diplomatique. C’est sans doute le cas, notamment, avec un groupe de commerçants qui est apparu sur la côte sud en 166, en prétendant être des envoyés de l’empereur romain Marcus Aurelius Antoninus,. »

Quelle que soit l’hypothèse retenue, il n'en reste pas moins que, comme l'indique le Hanshu, 166 marque le premier contact direct entre Rome et la Chine des Han.
Concernant les cadeaux des « ambassadeurs », Yule pense que ces visiteurs romains ont dû perdre les marchandises qu'ils avaient au départ à cause d'un vol ou d'un naufrage et ont utilisé à la place ces cadeaux qu'ils ont dû se procurer en cours de route, ce qui a incité des sources chinoises à les soupçonner de garder pour eux les objets de valeur les plus précieux. Yule note que cette critique est également formulée à l'encontre du missionnaire et envoyé papal Jean de Montecorvino, lorsqu'il arrive en Chine à la fin du XIIIe siècle apr. J.-C..
Comme indiqué plus haut, les historiens Rafe de Crespigny, Peter Fibiger Bang et Warwick Ball pensent qu'il s'agit très probablement d'un groupe de marchands romains plutôt que de diplomates officiels envoyés par un empereur romain,,. Crespigny souligne que la présence de cette ambassade romaine ainsi que d'autres provenant des royaumes de Tianzhu (dans le nord de l'Inde) et de Puyŏ (en Mandchourie), apporte à l'empereur Huandi un prestige dont il a bien besoin, car il est alors confronté à de graves troubles politiques et aux retombées du suicide forcé de Liang Ji, un politicien qui avait dominé le gouvernement Han bien après la mort de sa sœur, l'impératrice Liang Na. Yule souligne que l'ambassade romaine serait passée par la province de Jiaozhi, dans le nord du Viêt Nam, soit la même route que les ambassades venant de Tianzhu auraient empruntée en 159 et 161 après J.-C., selon les sources chinoises.

### Autres ambassades romaines

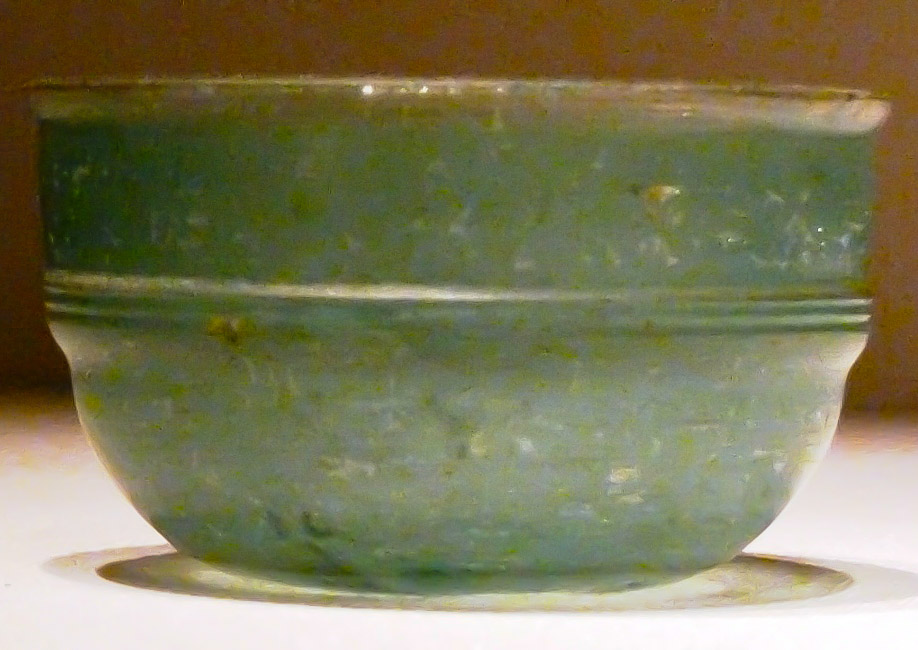
Coupe romaine en verre vert, exhumée lors de la fouille d'un tombeau datant de la dynastie des Han orientaux (25-220 après J.-C.), situé dans le Guangxi, à la frontière de l'actuel Viêt Nam, dans le sud de la Chine.

Selon le Weilüe et le Livre des Liang, un marchand nommé Qin Lun (秦論) et originaire de l’Empire romain (Da Qin) arrive à Jiaozhi, près de l'actuelle ville de Hanoï, en l'an 226,,. Wu Miao, le préfet de Jiaozhi l'envoie auprès de Sun Quan, l’empereur du royaume de Wu,. Ce dernier lui demande un rapport détaillé sur son pays natal et ses habitants,. Après cette entrevue, Quan organise une expédition pour permettre au marchand de retourner chez lui, accompagné de 10 femmes et 10 hommes « nains de couleur noire » qu'il a demandés comme une curiosité et d'un officier chinois nommé Liu Xian qui, malheureusement, meurt en route,,.
Toujours selon le Weilüe et le Livre des Liang, des marchands romains sont actifs au Cambodge et au Viêt Nam, une affirmation étayée par des fouilles archéologiques récentes ayant permis de retrouver des objets antiques d'origine méditerranéennes dans les pays du sud-est asiatique tels que le Viêt Nam, la Thaïlande, la Malaisie et l'Indonésie,,.
Dans les divers comptes de la cour du royaume de Wei, on voit apparaitre au début du IIIe siècle des cadeaux envoyés par l'empereur Romain à l'empereur Cao Rui du Wei (reg : 227-239). Dans ces cadeaux, on trouve des verreries romaines d'une grande variété de couleurs. Pendant le temps qu'a duré cette ambassade, plusieurs empereurs romains ont régné et les guerres civiles déchiraient l'empire; il est donc difficile de savoir lequel a envoyé ces ambassadeurs. L’hypothèse la plus probable est qu'il s'agit d'envoyés d'Alexandre Sévère, étant donné que les règnes de ses successeurs ont été brefs. Quelques années plus tard, un artisan de Daqin est mentionné comme montrant aux Chinois comment fabriquer des silex en cristal au moyen du feu, une curiosité pour les Chinois.
Une autre ambassade venant de Da Qin est enregistrée en l’an 284, comme apportant des cadeaux à l’empire chinois de la dynastie Jin. Cette ambassade, qui a lieu durant le règne de l'empereur Jin Wudi, est mentionnée dans le Livre des Jin, ainsi que le Wenxian Tongkao, . Elle a sans doute été envoyée par l’empereur Carus (282-283), dont le court règne est occupé par la guerre avec la Perse.

### Fulin: les ambassades byzantines

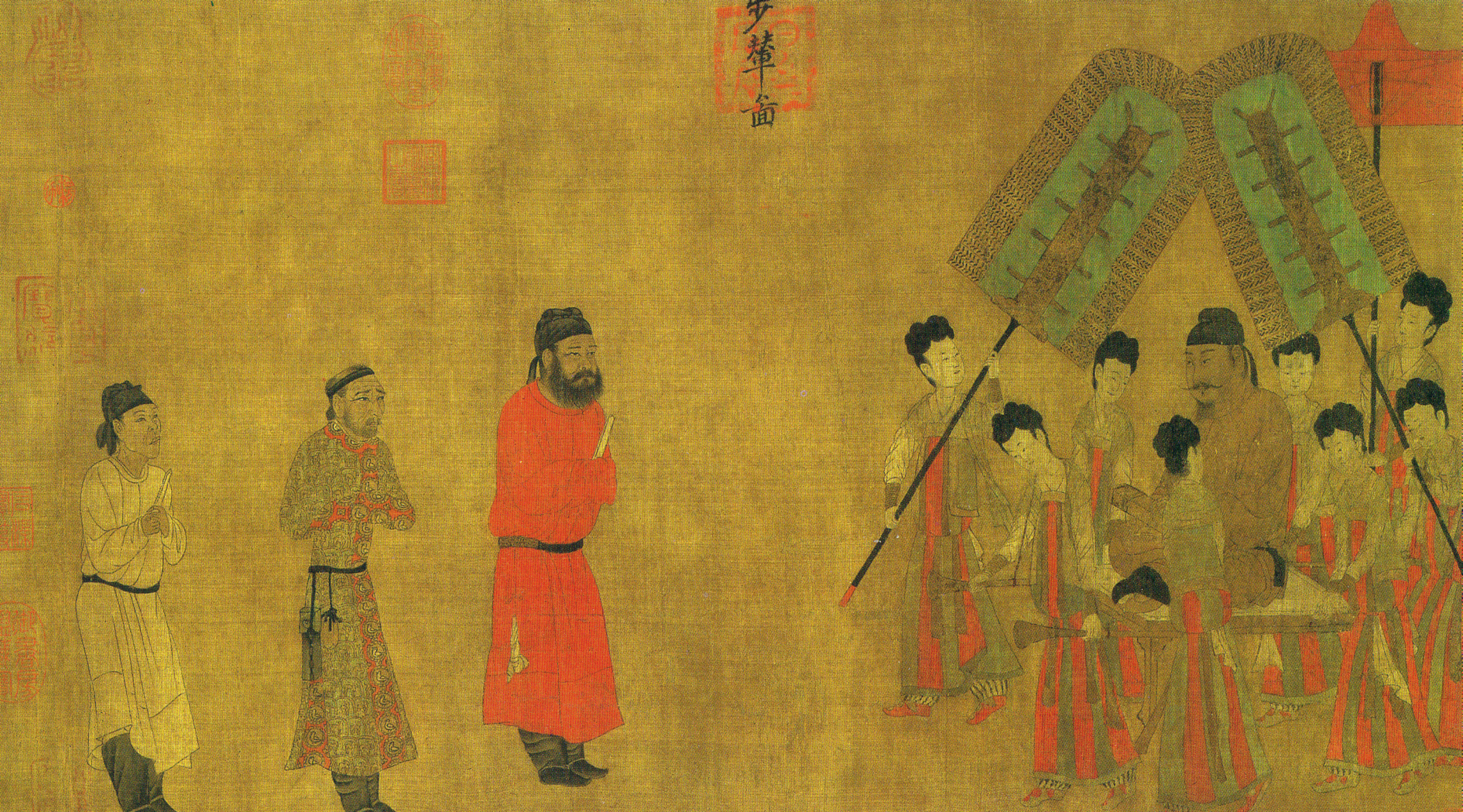
Peinture représentant l'empereur Tang Taizong recevant à sa cour l'ambassadeur de l'Empire du Tibet, Gar Tongtsen Yülsung. Copie tardive d'un tableau de 641 peint par un artiste de la cour des Tang nommé Yan Liben (600-673).

Les annales chinoises de la dynastie Tang (618-907 après J.-C.) font état de contacts avec des marchands de « Fulin » (拂菻), le nouveau nom utilisé pour désigner l’Empire byzantin, la continuation de l’Empire romain en Orient,,. Le premier contact diplomatique signalé a eu lieu en 643 après J.-C. sous les règnes de Constant II (641-668 après J.-C.) et de l'empereur Tang Taizong (626-649 après J.-C.),. L'Ancien Livre des Tang, ainsi que le Nouveau Livre des Tang, donne le nom de « Po-to-li » (波多力, Hanyu pinyin : Bōduōlì) à Constant II, ce que Hirth suppose être une translittération de Kōnstantinos Pogonatos, ou « Constantin le Barbu », lui donnant le titre de roi (王 wáng). Yule et S. A. M. Adshead proposent une translittération différente provenant de « patriarche » ou « patricien », peut-être une référence à l'un des régents en exercice, le monarque byzantin n'étant alors âgé que de 13 ans. Les chroniques des Tang rapportent que Constant II a envoyé une ambassade durant la 17e année de l’ère de règne Zhenguan (貞觀) (643 après J.-C.), avec des cadeaux en verre rouge et d'autres en pierres précieuses vertes. Yule fait remarquer qu'Yazdegerd III (r. 632-651 après J.-C.), dernier souverain de l'empire Sassanide, a également envoyé des diplomates en Chine pour obtenir l'aide de l'empereur Taizong. En effet, ce dernier étant considéré comme le suzerain de Ferghana en Asie centrale, Yazdegerd essaye d'obtenir de l'aide de la part du souverain chinois, pour lutter contre le califat Rachidun, alors en pleine conquéte du cœur de la Perse. C'est peut-être cette ambassade qui a aussi incité les Byzantins à envoyer la leur en Chine, peu de temps après avoir perdu la Syrie au profit des musulmans. Des sources chinoises Tang rapportent également comment le prince sassanide Peroz III (636-679 après J.-C.) s'est enfui en Chine après la conquête définitive de la Perse par le califat Rachidun,.
Yule affirme que les autres ambassadeurs envoyées par « Fulin » à la Cour des Tang en 711, 719 et 742 après J.-C., sont peut-être des moines nestoriens. De son côté, Adshead recense quatre contacts diplomatiques officiels entre la Chine et Fulin dans l'Ancien Livre des Tang, en 643, 667, 701 et 719 après J.C. Il pense que si ces missions ne sont pas mentionnées dans les sources littéraires occidentales, cela peut s'expliquer par la façon dont les Byzantins considéraient généralement les relations politiques avec les puissances de l'Est. Il émet également l'hypothése que ces missions diplomatiques ont pu être envoyées par des fonctionnaires en poste aux frontières plutôt que par le gouvernement central byzantin. Il se peut également que ces contacts se font parfois par le biais d'intermédiaires d'Asie centrale.Toutefois, Yule et Adshead s'accordent pour dire qu'une mission diplomatique est envoyée en Chine par « Fulin » pendant le règne de Justinien II (r. 685-695 après J.-C. ; 705-711 après J.-C.). Yule affirme qu'elle a lieu l'année de la mort de l'empereur, en 711 après J.-C., tandis qu'Adshead soutient qu'elle a lieu en 701 après J.-C., lors de l'usurpation du trône par Leontios et de l'exil de l'empereur en Crimée. Cette datation offre une explication à l'absence de référence à cette ambassade dans les archives byzantines et la confusion régnant dans les sources chinoises quant à l'identité précise de l'expéditeur de cette ambassade. Finalement, Justinien II remonte sur le trône grâce avec l'aide des Bulgares et d'une alliance matrimoniale avec les Khazars. Adshead pense donc qu'une mission envoyée vers la Chine des Tang serait conforme au comportement de Justinien II, surtout s'il a eu connaissance de la permission accordée par l'impératrice Wu Zetian à Narsieh, le fils de Péroz III, de marcher contre les Arabes en Asie centrale à la fin du VIIe siècle. L'ambassade de Fulins de 719 après J.-C. est apparemment envoyée par Léon III l'Isaurien (r. 717-741 après J.-C.) à la cour de l'empereur Tang Xuanzong (r. 712-756 après J.-C.). En tout cas, elle intervient à une époque où l'empereur byzantin tend à nouveau la main aux puissances orientales, en scellant une nouvelle alliance matrimoniale avec les khazars. L'année de cette ambassade coïncide avec le refus de Xuanzong de fournir une aide aux Sogdiens de Boukhara et de Samarcande contre la force d'invasion arabe. Une ambassade du califat omeyyade est reçue par la cour des Tang en 732 après J.-C.; mais la victoire arabe lors de la bataille de Talas en 751 après J.-C. et surtout la révolte d'An Lushan mettent fin aux volontés interventionnistes des Tang en Asie centrale.
Les derniers contacts diplomatiques avec Fulin remontent au XIe siècle après J.-C. D'après le Wenxian Tongkao, écrit par l'historien Ma Duanlin (1245-1322), et l'Histoire des Song, on sait que l'empereur byzantin Michel VII Doukas (滅力沙靈改撒, Mie li sha ling kai sa) de Fulin envoie une ambassade à la dynastie chinoise des Song, qui arrive en 1081 après J.-C., pendant le règne de l'empereur Song Shenzong (r. 1067–1085 AD),. L'histoire des Song décrit les cadeaux-tributs offerts par l'ambassade byzantine ainsi que les produits fabriqués à Byzance. Elle décrit également les châtiments utilisés dans le droit byzantin, tels que la peine capitale consistant à être enfermé dans un « sac de plumes » et jeté à la mer. Il s'agit probablement la pratique romano-byzantine de la poena cullei (du latin « peine du sac »). La dernière ambassade enregistrée arrive en 1091 après J.-C., sous le règne d'Alexis Ier Comnène (r. 1081-1118 après J.-C.); cet événement n'est mentionné que de manière laconique dans les archives.
On trouve dans le Yuan Shi une biographie d'un homme byzantin nommé Ai-sie (translittération de Joshua ou Joseph), qui est d'abord au service de Güyük Khan, mais qui devient plus tard astronome en chef et médecin à la cour de Kubilai Khan, le fondateur mongol de la dynastie Yuan (1271-1368 après J.-C.). Il reçoit finalement le titre de prince de Fulin (拂菻王, Fúlǐn wáng) et ses enfants sont répertoriés avec leurs noms chinois, qui semblent correspondre aux translittérations des noms chrétiens Elias, Luc et Antoine. Kubilai Khan est également connu pour avoir envoyé des moines nestoriens, dont Rabban Bar Sauma, à la cour du souverain byzantin Andronic II Paléologue (r. 1282-1328 AD), dont les demi-sœurs étaient mariées aux arrière-petits-fils de Gengis Khan, faisant de ce souverain byzantin un beau-frère du souverain mongol de Pékin.
Au sein de l'empire mongol, qui finit par englober toute la Chine, il y a suffisamment d'Occidentaux qui y voyagent pour qu'en 1340, Francesco Balducci Pegolotti compile un guide à l'usage des autres marchands sur la façon d'échanger de l'argent contre du papier-monnaie pour acheter de la soie à Cambaluc (Pékin). À ce stade, l'Empire romain d'Orient, temporairement démantelé par l'Empire latin de Constantinople, est réduit à la taille d'un État croupion qui n'existe plus que dans certaines parties de la Grèce et de l'Anatolie,. Ma Duanlin, l'auteur du Wenxian Tongkao, enregistre le déplacement des frontières politiques de Fulin, bien qu'il se base sur une géographie politique généralement inexacte et déformée. Il écrit que les historiens de la dynastie Tang considéraient que « Daqin » et « Fulin » sont le même pays, mais il émet des réserves à ce sujet en raison des divergences dans les descriptions géographiques et d'autres préoccupations (Romanisation Wade-Giles) :

« V.O : « During the sixth year of Yuan-yu [1091] they sent two embassies, and their king was presented, by Imperial order, with 200 pieces of cloth, pairs of silver vases, and clothing with gold bound in a girdle. According to the historians of the T'ang dynasty, the country of Fulin was held to be identical with the ancient Ta-ts'in. It should be remarked, however, that, although Ta-ts'in has from the Later Han dynasty when Zhongguo was first communicated with, till down to the Chin and T'ang dynasties has offered tribute without interruption, yet the historians of the "four reigns" of the Sung dynasty, in their notices of Fulin, hold that this country has not sent tribute to court up to the time of Yuan-feng [1078–1086] when they sent their first embassy offering local produce. If we, now, hold together the two accounts of Fulin as transmitted by the two different historians, we find that, in the account of the T'ang dynasty, this country is said "to border on the great sea in the west"; whereas the Sung account says that "in the west you have still thirty days' journey to the sea;" and the remaining boundaries do also not tally in the two accounts; nor do the products and the customs of the people. I suspect that we have before us merely an accidental similarity of the name, and that the country is indeed not identical with Ta-ts'in. I have, for this reason, appended the Fulin account of the T'ang dynasty to my chapter on Ta-ts'in, and represented this Fulin of the Sung dynasty as a separate country altogether ».
V.F : « Pendant la sixième année de Yuan-yu [1091], ils envoyèrent deux ambassades et leur roi reçut, par ordre impérial, 200 pièces de tissu, des paires de vases en argent et des vêtements avec une ceinture en or. Selon les historiens de la dynastie T'ang, le pays de Fulin était considéré comme identique aux anciens Ta-ts'in. Il convient toutefois de noter que, bien que les Ta-ts'in aient offert un tribut sans interruption depuis la dynastie des Han postérieurs, avec laquelle Zhongguo a communiqué pour la première fois, jusqu'aux dynasties Chin et T'ang, les historiens des "quatre règnes" de la dynastie Sung, dans leurs notices de Fulin, soutiennent que ce pays n'a pas envoyé de tribut à la cour jusqu'à l'époque de Yuan-feng [1078-1086], où ils ont envoyé leur première ambassade offrant des produits locaux. Si l'on réunit maintenant les deux récits des Fulins transmis par deux historiens différents, on constate que, dans le récit de la dynastie T'ang, il est dit que ce pays "est bordé par la grande mer à l'ouest", alors que le récit des Song dit que "à l'ouest, il vous reste trente jours de voyage jusqu'à la mer", et que les autres frontières ne correspondent pas non plus aux deux récits, ni aux produits et aux coutumes du peuple. Je soupçonne que nous avons devant nous une simple similitude accidentelle du nom, et que le pays n'est effectivement pas identique à Ta-ts'in. C'est pourquoi j'ai annexé le récit des Fulins de la dynastie T'ang à mon chapitre sur les Ta-ts'in, et j'ai représenté ce Fulin de la dynastie Sung comme un pays à part entière ». »

On trouve une ultime référence a Fulin dans L'histoire des Ming. Un passage de ce livre explique comment l'empereur Hongwu, le fondateur de la dynastie Ming (1368-1644 après J.-C.), a renvoyé un marchand de Fulin nommé « Nieh-ku-lun » (捏古倫) dans son pays natal, avec une lettre annonçant la fondation de la dynastie Ming,,. On suppose que ce marchand est un ancien archevêque de Cambaluc appelé Nicolaus de Bentra, qui a succédé à Jean de Montecorvino à ce poste,. L'histoire des Ming poursuit en expliquant que les contacts entre la Chine et Fulin ont cessé après cette date et qu'aucun envoyé de la grande mer occidentale (la Méditerranée) n'est réapparu en Chine avant le XVIe siècle après J.-C., avec l'arrivée en 1582 du missionnaire jésuite italien Matteo Ricci dans le Macao portugais,.

## Relations commerciales

### Exportations romaines vers la Chine

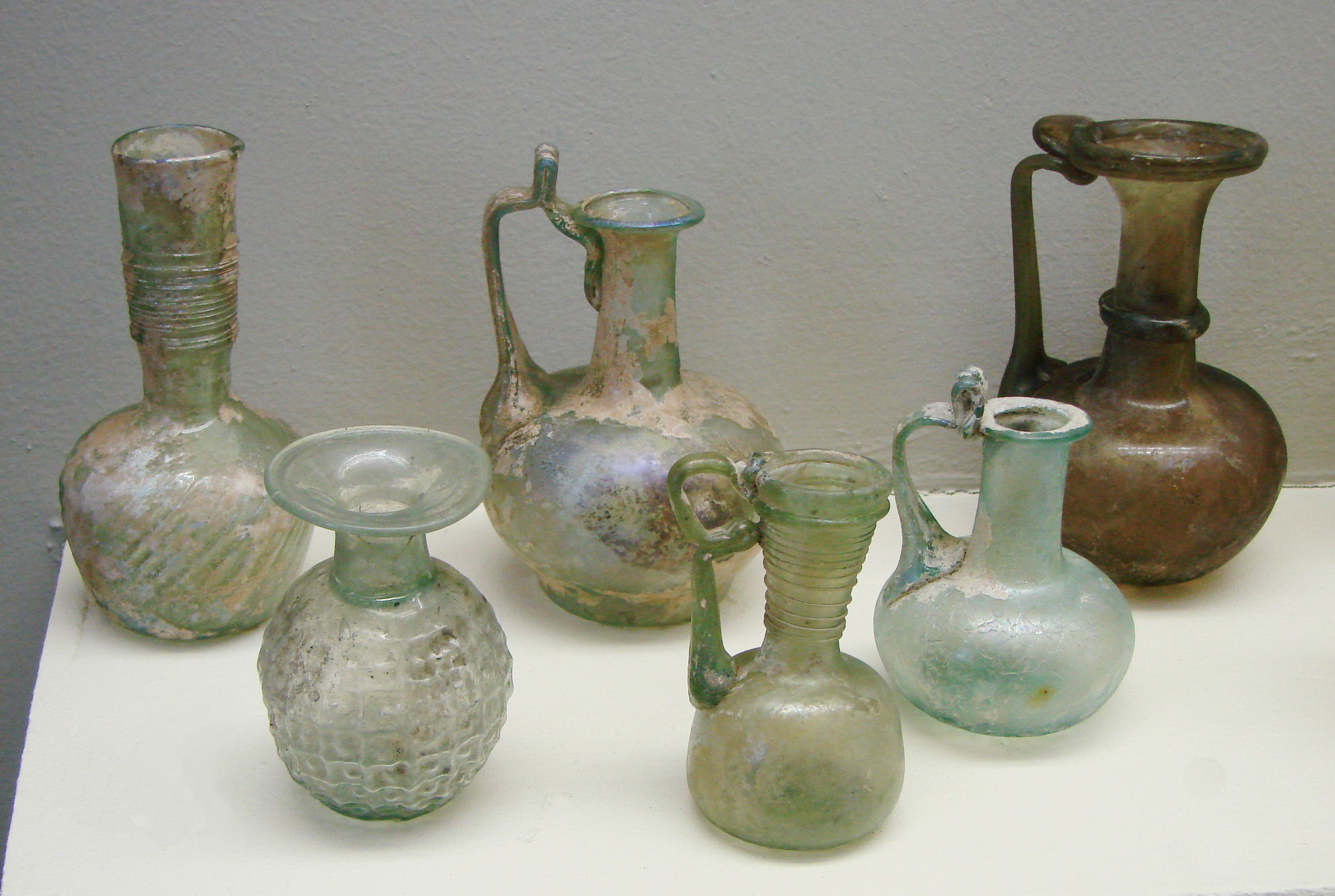
Verrerie romaine du IIe siècle.

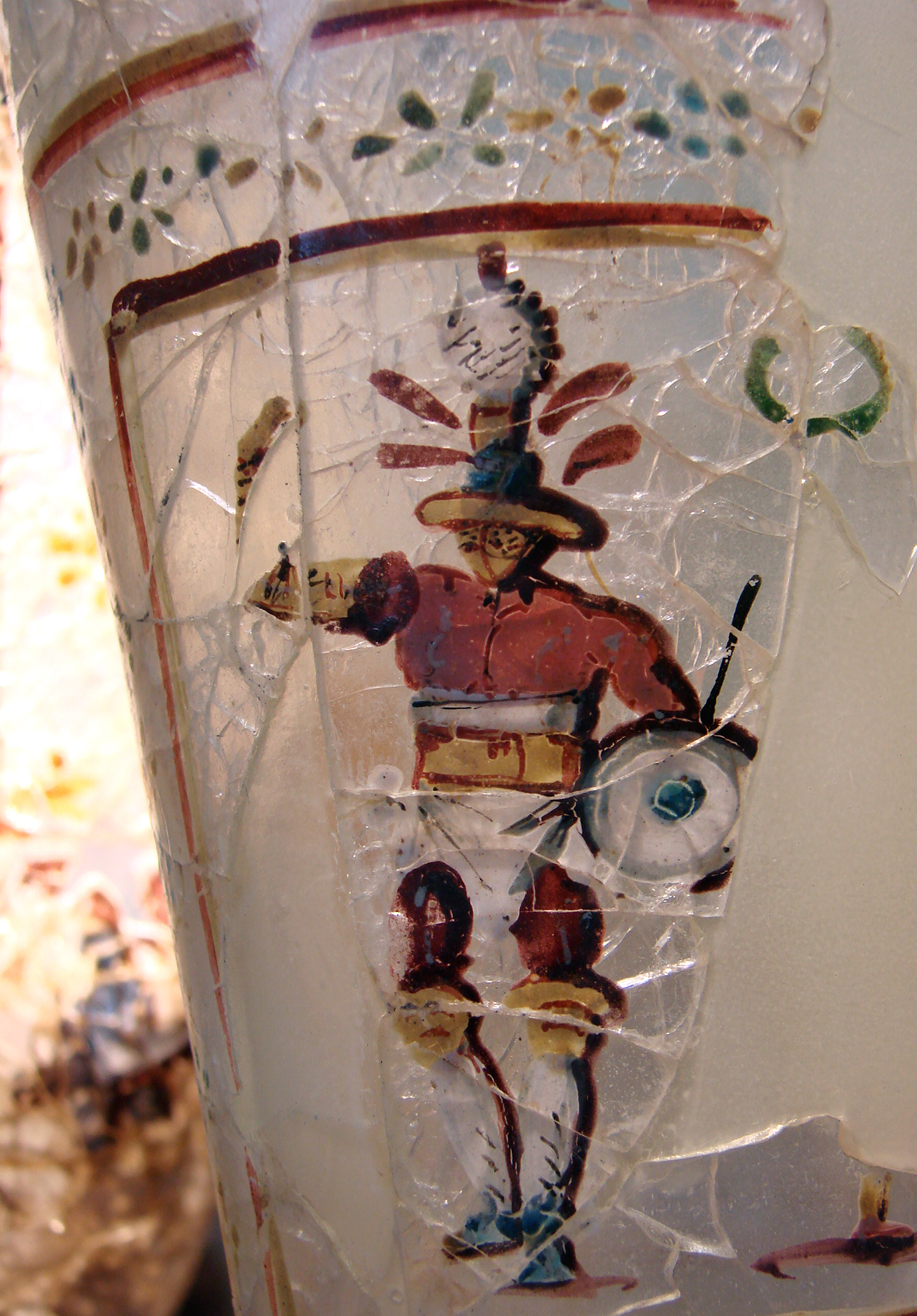
Verre romain, daté de 52-125 après J.-C. et trouvé à Begram, en Afghanistan, une ville royale de l'empire Koushan où, selon Warwick Ball, il était probablement en route pour la Chine via la route de la soie, avec d'autres objets en verre.

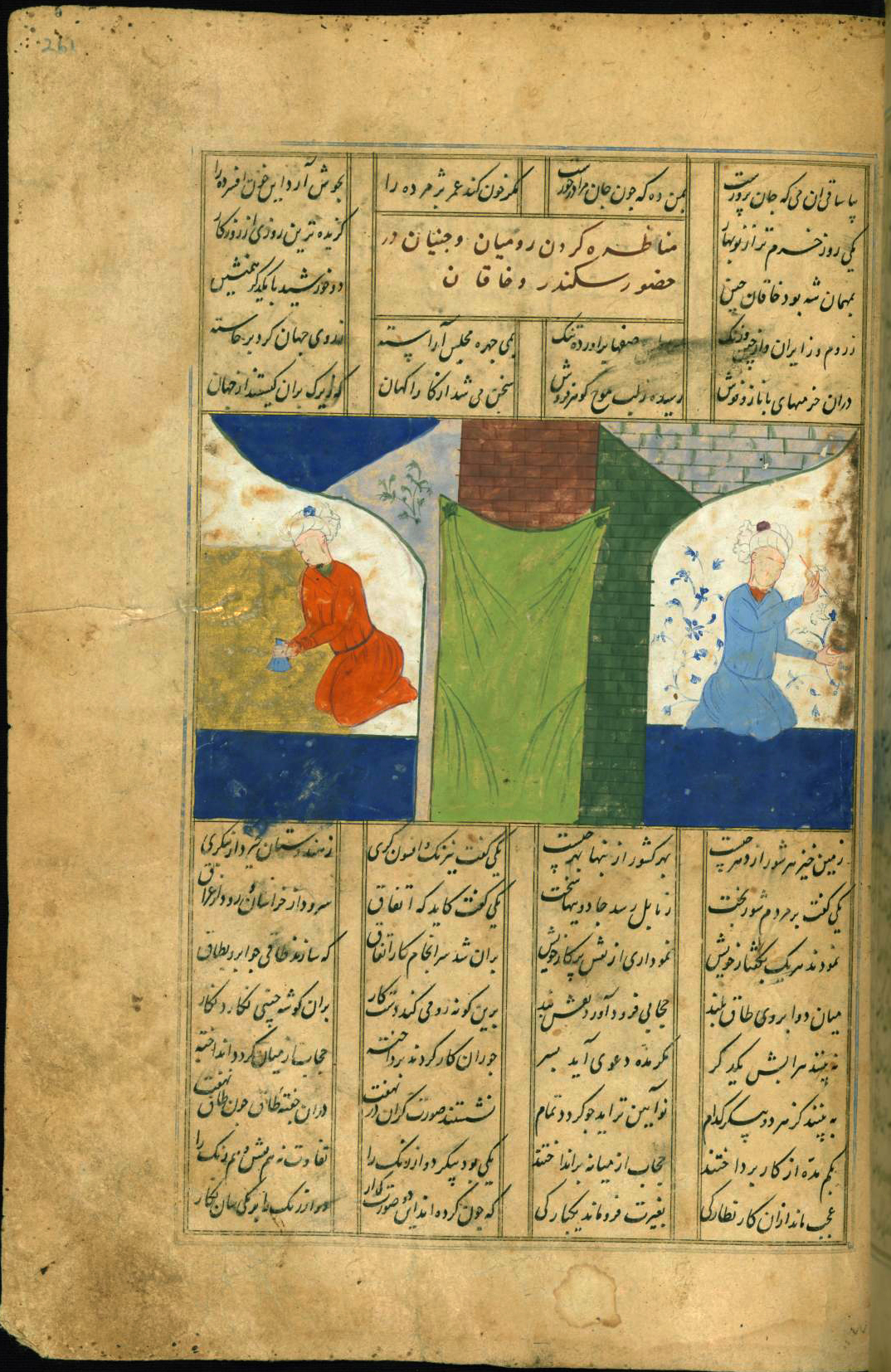
Peinture intitulée Séparé par un rideau vert, un artiste chinois et romain en concurrence l'un avec l'autre. d’après une copie d'époque timouride datant de 1481 d'un original peint par Nizami Ganjavi (1141–1209).

Des liens commerciaux directs entre les terres méditerranéennes et l'Inde ont été établis à la fin du IIe siècle av. J.-C., par le royaume hellénistique d'Égypte. C'est à cette époque que les navigateurs grecs apprennent à utiliser le régime régulier des vents de la mousson pour leurs voyages commerciaux dans l'océan Indien. La vitalité du commerce maritime à l'époque romaine est confirmé par la découverte lors de fouille de grands dépôts de pièces romaines, situés le long d'une grande partie des côtes de l'Inde. De nombreux ports commerciaux ayant des liens avec des communautés romaines ont été identifiés en Inde et au Sri Lanka, tout le long de la route empruntée par la mission romaine pour se rendre la Cour des Han. Des preuves archéologiques relevées lors de fouilles effectuées dans un grand nombre de ports allant de la mer Rouge de l'Égypte romaine à l'Inde suggèrent que l'activité commerciale romaine dans l'océan Indien et en Asie du Sud-Est décline fortement après la peste Antonine de 166 après J.-C., soit l'année ou la première ambassade romaine arrive dans la Chine des Han, où des épidémies de peste similaires ont lieu à partir de 151 après J.-C,.
Les objets en verre de grande qualité des fabricants romains d'Alexandrie et de Syrie sont exportés vers de nombreuses régions d'Asie, y compris la Chine des Han. Le plus ancien objet en verre romain découvert en Chine est un bol en verre bleu datant du début du Ier siècle av. J.-C. provenant d'une tombe de la période des Han occidentaux, située dans la ville portuaire de Guangzhou, au sud. Ce bol pourrait être arrivé via l'océan Indien et la mer de Chine méridionale. Parmi les autres objets romains en verre découvert en Chine, on peut citer un bol en verre mosaïque trouvé dans la tombe d'un prince près de Nanjing et datant de 67 après J.-C., ainsi qu'une bouteille en verre avec des stries blanches opaques trouvée dans une tombe de l'époque des Han Orientaux, à Luoyang. Des objets en verre romains et persans ont également été trouvés dans une tombe du Ve siècle à Gyeongju, en Corée, capitale de l'ancien royaume de Silla, à l'est de la Chine. Des perles de verre romaines ont été découvertes jusqu'au Japon, dans le tertre funéraire d'Utsukushi, qui est situé près de Kyoto et date de l'ère Köbun (Ve siècle).
Grâce aux sources chinoises, on sait que d'autres objets de luxe romains sont appréciés par les Chinois, notamment les tapis brodés d'or et les tissus de couleur dorée, l'ambre, l'amiante et la « soie de mer », un tissu à base de byssus, des fibres provenant d'un certain type de coquillage méditerranéen, le Pinna nobilis,,,. On trouve dans toute la Chine des objets en argent et en bronze datés des IIIe et IIe siècles av. J.-C., mais qui sont peut-être originaires de l'Empire séleucide. Par contre, des fouilles menées dans le Xian de Jingyuan (Gansu) ont permis de trouver une plaque en argent dorée romaine datée des IIe et IIIe siècles, avec une image en relief au centre représentant le dieu gréco-romain Dionysos reposant sur une créature féline.
Une route maritime existe entre le port de Rinan (Jiaozhi, soit le nord de l'actuel Viêt Nam), sous contrôle chinois, et le royaume khmer de Funan au IIe siècle après J.-C., voir plus tôt,. En 1877, le géographe allemand Ferdinand von Richthofen à émis l’hypothèse que c'est dans la province de Jiaozhi que se trouve le port connu du géographe gréco-romain Ptolémée sous le nom de Cattigara, et plus précisément près de l'actuelle ville de Hanoï. Ptolémée a écrit que Cattigara se trouve au-delà du Chersonèse d'or (la péninsule malaise) et qu'un marin grec nommé Alexandre, très probablement un marchand, s'y est rendu. La localisation de Cattigara a Hanoi par Richthofen est largement acceptée par la communauté scientifique, jusqu'à ce que des découvertes archéologiques faites lors de fouilles réalisées à Óc Eo (près de Ho Chi Minh Ville) dans le delta du Mékong au milieu du XXe siècle, suggèrent que c'était peut-être là que se trouvait ce port. À cet endroit, qui était autrefois situé le long de la côte, des pièces de monnaie romaines, entre autres preuves de l'existence d'un commerce a longue distance, ont été découvertes par l'archéologue français Louis Malleret dans les années 1940. Il s'agit notamment de médaillons romains en or datant des règnes d'Antonin le Pieux et de son successeur Marc Aurèle,. En outre, des objets romains et des bijoux produits localement mais imitant les pièces romaines de la période des Antonins ont également été trouvés sur ce site. Enfin, des perles de verre et des bracelets datant de l'Antiquité romaine sont également trouvés lors des fouilles. Ces découvertes permettent à Granville Allen Mawer d'affirmer que la Cattigara de Ptolémée semble correspondre à l'emplacement de l'Óc Eo moderne et non à celui d'Hanoï,. De son côté, l'archéologue Warwick Ball ne considère pas que des découvertes telles que les marchandises romaines et d'inspiration romaine à Óc Eo, une pièce de monnaie de l'empereur romain Maximien trouvée au Tonkin, et une lampe romaine exhumée en bronze à P'ong Tuk dans le delta du Mékong, soient des preuves concluantes que les Romains ont visité ces régions. Il pense plutôt que ces objets pourraient avoir été amenés et vendus en Asie du Sud Est par des marchands indiens. Tout en admettant que les Romains avaient un port de commerce connu en Asie du Sud-Est, Dougald O'Reilly écrit qu'il y a peu de preuves suggérant qu'Óc Eo est bien Cattigara. Il affirme que les objets romains qui y ont été trouvés indiquent seulement que le réseau commercial de l'Océan Indien s'étendait jusqu'à l'ancien royaume de Fou-nan.
Dans tous les cas, et quelle que soit sa localisation exacte, la route commerciale partant de Cattigara s'étend, via des ports situés sur les côtes de l'Inde et du Sri Lanka, jusqu'aux ports contrôlés par les Romains en Égypte et aux territoires nabatéens de la côte nord-est de la mer Rouge. Les articles commerciaux venant d'inde et de Chine, tels que les épices et la soie devaient être payés avec des pièces d'or romaines. Il existe alors une certaine demande en Chine pour le verre romain; bien qu'il existe également une production d'objets en verre chinois dans certaines régions,, et ce depuis l'époque des Han Occidentaux (202 av. J.-C. - 9 ap. J.-C.). Enfin, il faut noter que, dans leurs relations avec les États étrangers, comme l'empire Parthe, les Chinois de la dynastie Han sont peut-être plus soucieux de déjouer diplomatiquement leurs principaux ennemis, les nomades Xiongnu, que d'établir des relations commerciales; car les activités commerciales et la classe marchande sont mal vues par la noblesse qui domine le gouvernement et la Cour des Han.

### La soie asiatique dans l'Empire romain

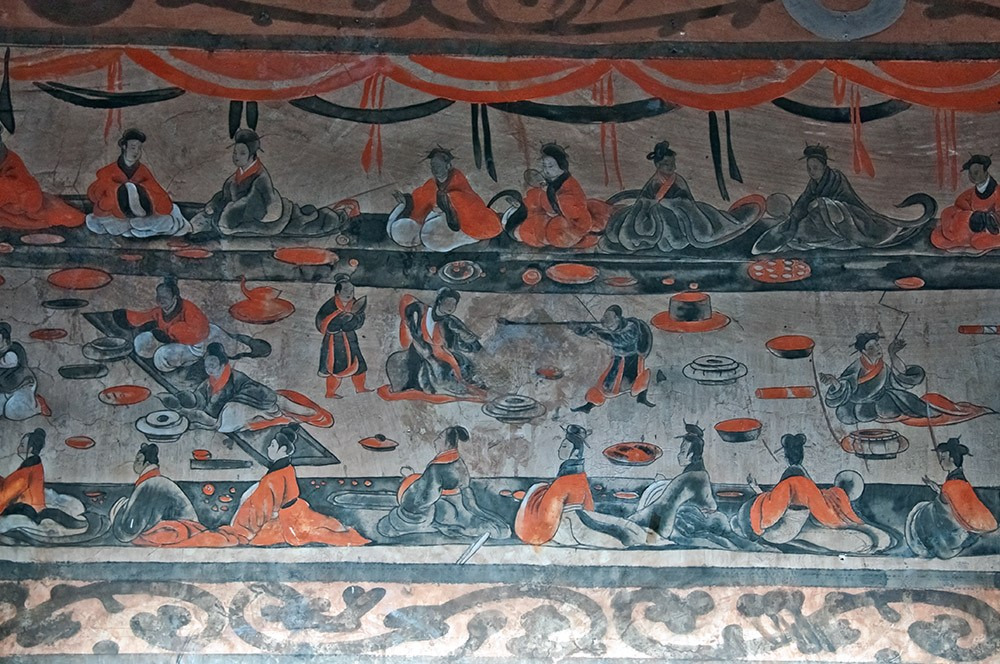
Peinture murale funéraire chinoise datant de la fin des Han orientaux, montrant un banquet avec des hommes et des femmes portant des robes traditionnelles Hanfu en soie, provenant de la tombe Dahuting (chinois : 打虎亭汉墓) sur la rive sud de la rivière Suihe à Zhengzhou, Chine.

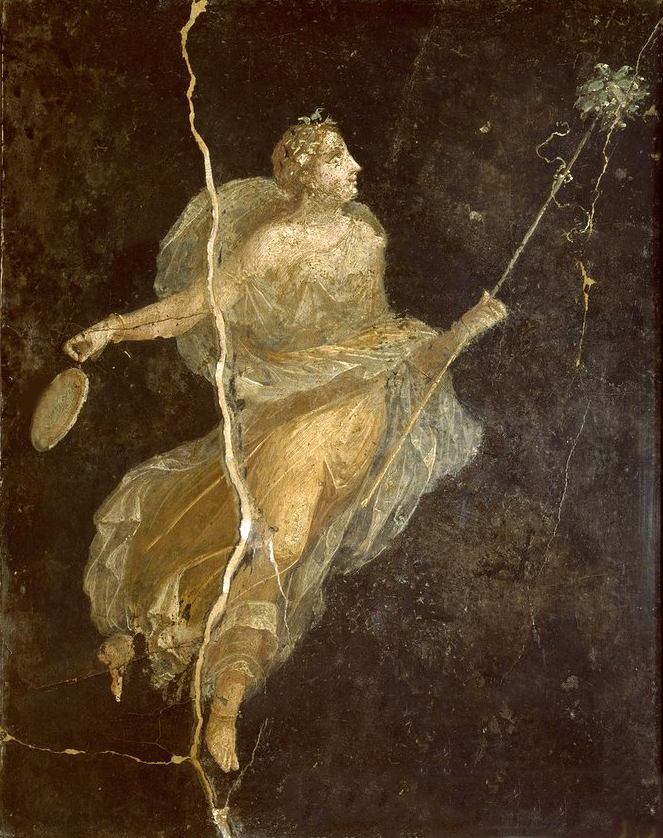
Ménade en robe de soie, Naples, musée archéologique national.

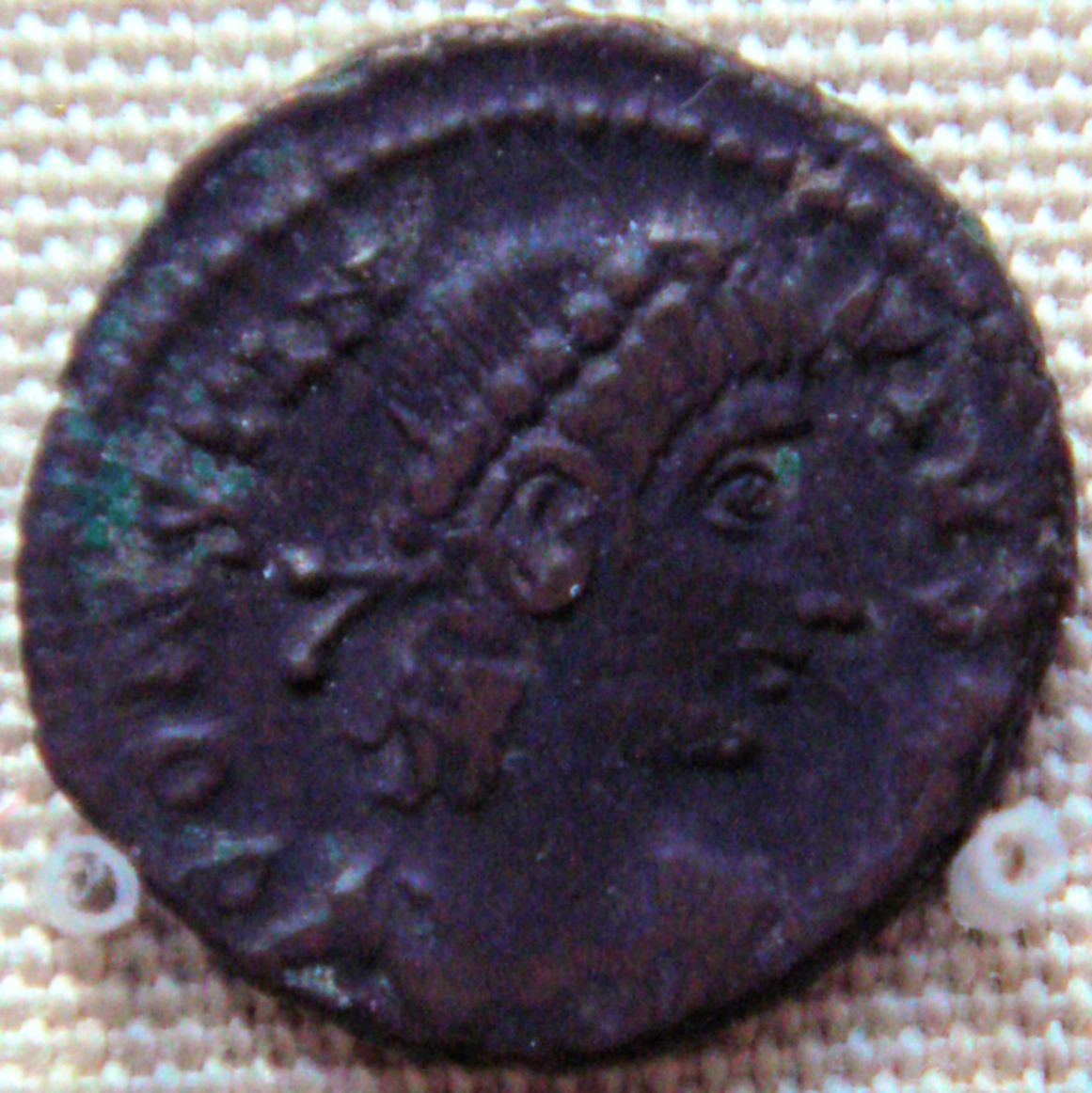
Pièce en bronze de Constance II (337–361), trouvée à Karghalik, Chine.

Le commerce entre la Chine et l’Empire romain, qui est confirmé par l’engouement romain pour la soie, commence au Ier siècle av. J.-C.. Et si à cette date, la soie est encore une denrée rare dans le monde romain ; au Ier siècle, ce précieux article commercial est bien plus largement disponible. Bien que les Romains connaissent la « soie sauvage » qui est récoltée sur l'ile de Cos (coa vestis), ils n’ont pas fait tout de suite la connexion avec la soie, qui est également produite dans le royaume de Sarikol, situé dans le massif du Pamir. Il y a peu de contacts commerciaux directs entre les Romains et les Chinois de la dynastie Han, car les Parthes et les Kouchans protègent jalousement leur très lucratif rôle d’intermédiaires commerciaux,.
La plus grande partie de nos connaissances sur la soie à Rome en général et la partie romaine du commerce de la soie en particulier, nous viennent de Pline l'Ancien. Voici ce qu'il écrit dans son Histoire naturelle :

« Les Seres (Chinois) sont célèbres pour la substance laineuse provenant de leurs forêts ; après un trempage dans l’eau, ils prélèvent le duvet blanc des feuilles… Si nombreux sont les travailleurs payés pour cette collecte et si lointaine est la région du globe d'où cela vient, pour permettre à une jeune Romaine de faire étalage de ses vêtements transparents en public. »

— Pline l'Ancien, Histoire naturelle VI, 54.
Dans le même ouvrage, Pline l’ancien écrit au sujet du montant élevé que représentent les échanges entre Rome et les pays orientaux :

« Par le calcul le plus bas, Seres, l’Inde et la péninsule arabique reçoivent de notre Empire plus de 100 millions de sesterces chaque année : c’est là ce que nos produits de luxe et nos femmes nous coûtent. »

— Pline l'Ancien, Histoire naturelle 12.84.
Pourtant, plus loin dans le même ouvrage, il écrit :

« La larve (du Bombyx du mûrier) devient alors une chenille, après quoi on suppose qu'il passe par l’état dans lequel il est connu comme « bombylis », puis celui qui appelé « necydalus », et ensuite, en six mois, il devient un ver de soie. Ces insectes tissent des toiles semblables à celles de l’araignée, qui est le matériau utilisé pour faire les vêtements les plus coûteux et les plus luxueux des femmes, appelées « bombycina ». Pamphile, une femme de Cos, la fille de Platea, fut la première personne à découvrir l’art de démêler ces toiles et de filer un tissu à partir de ceux-ci ; en effet, elle ne doit pas être privée de la gloire d’avoir découvert l’art de fabriquer des vêtements qui, alors qu’ils couvrent une femme, révèlent en même ses charmes nus. »

— Pline l'Ancien, Histoire naturelle, XI, 26.
En 14 après J.-C., le Sénat publie plusieurs décrets pour interdire le port de la soie, pour des motifs économiques et moraux : l’importation de la soie cause un énorme déficit commercial et les vêtements en soie sont considérés comme immoraux et décadents :

« Je peux voir des vêtements de soie, si une matière qui ne cache pas le corps, ni même sa décence, peut être appelée vêtements… Misérable troupeau des servantes qui travaillent afin que la femme adultère puisse être visible à travers sa robe fine; ainsi n'importe quel passant ou étranger connaitra le corps de cette femme aussi bien que son mari. »

— Sénèque l'Ancien, Excerpta Controversiae 2.7.
Vaine tentative car, malgré les efforts des autorités, la soie continue d'affluer sans relâche sur les marchés du monde romain. Ceci étant, l'historien Warwick Ball pense que, malgré tout ce qu'ont pu dire Pline et le Sénat, l'achat par les Romains d'autres produits étrangers, en particulier les épices en provenance de l'Inde, ont eu un impact beaucoup plus important sur l'économie romaine que les importations de soie chinoise.
L’historien romain Florus décrit la visite de nombreux envoyés venus rencontrer Auguste, le premier Empereur romain, qui règne de l'an 27 av. J.-C. à l'an 14. Dans ces envoyés, on trouve des Seres et des « Indiens », ce qui peut inclure des Kouchans. Voici ce qu'écrit Florus :

« Maintenant que toutes les races de l’Ouest et du Sud ont été subjuguées et également les races du Nord, (…) les Scythes et les Sarmates ont envoyé des ambassadeurs qui cherchent notre amitié ; les Seres aussi et les Indiens, qui vivent sous le soleil, bien qu’ils aient apporté des éléphants parmi leurs cadeaux ainsi que des pierres précieuses et des perles, on considère leur long voyage, dont l’accomplissement leur a pris quatre ans, comme le plus grand hommage qu’ils ont rendu, et en effet leur teint prouve qu’ils sont venus d'un endroit situé sous un autre ciel. »

— Florus, Epitomae II, 34.
Une voie maritime s'ouvre, au plus tard au IIe siècle, à partir du port chinois de Jiaozhi (situé dans l'actuel Viêt Nam) et du royaume khmer du Funan. Cette route commerciale maritime se poursuivait via des ports situés sur les côtes de l’Inde et le Sri Lanka, puis via les ports sous contrôle romain situés en Égypte et les territoires nabatéens situés sur la côte nord-est de la mer Rouge.
En 1877, le géographe et géologue allemand Ferdinand von Richthofen, pense que Jiaozhi est le port connu par le géographe Ptolémée et les Romains sous le nom de Kattigara ou Cattigara et situé près de l'actuelle ville de Hanoï. Le point de vue de Richthofen a été largement accepté, jusqu'à ce que les fouilles archéologiques du site de Óc Eo, dans le delta du Mékong, suggèrent que Kattigara correspondrait en fait à ce site. Aujourd'hui à l'intérieur des terres, Óc Eo était autrefois sur la côte du delta du Mékong. Les fouilles entreprises par l’archéologue français Louis Malleret, dans les années 1940, ont permis de retrouver des pièces de monnaie romaines, vestiges d'anciens échanges commerciaux sur de longues distances.

### Monnaies romaines et byzantines découvertes en Chine
Dans son livre The Silk Road: A New History paru en 2012, l'historienne Valerie Hansen écrit qu'aucune pièce de monnaie romaine datant de la République romaine (509-27 av. J.-C.) ou de l'époque du Principat (27 av. J.-C. - 284 ap. J.-C.) de l'Empire romain n'a été trouvée en Chine. Néanmoins cette affirmation est contredite en 2016 par Warwick Ball, qui cite deux études de 1978 résumant la découverte à Xi'an (autrefois Chang'an, la capitale des Han occidentaux), en Chine d'un trésor de seize pièces de monnaie romaines datant des règnes de Tibère (14-37 après J.-C.) à Aurélien (270-275 après J.-C.) et donc du Principat. De plus, les pièces romaines trouvées lors des fouilles réalisées à Óc Eo mentionnées dans les paragraphes précédents, datent du milieu du IIe siècle après J.-C.,. Une pièce datant du règne de Maximien (r. 286-305 après J.-C.) a également été découverte au Tonkin. Il faut également noter que des pièces romaines des IIIe et IVe siècles ont été découvertes au Japon; lors de fouilles effectuées au château de Katsuren (Uruma, Okinawa), qui a été construit du XIIe au XVe siècle.
Peu après l'introduction d'œufs de ver à soie dans l'Empire byzantin par des moines chrétiens nestoriens, l'historien byzantin Menander Protector (VIe siècle après J.-C.), écrit comment les Sogdiens ont tenté d'établir un commerce direct de la soie chinoise entre eux et l'Empire byzantin. Après avoir formé une alliance avec le souverain sassanide Khosrow Ier pour vaincre l'empire Hephthalite, Istämi, le souverain Göktürk du khaganat turc, est approché par des marchands sogdiens. Ces derniers voudraient que le Khagan turc, qui est alors leur suzerain, les autorisent à demander une audience avec le roi sassanide, afin d'obtenir de ce dernier l'autorisation de voyager à travers les territoires persans pour faire du commerce avec les Byzantins. Istämi refuse leur première demande, mais lorsqu'il finit par accepter la seconde et fait envoyer une ambassade sogdienne au roi Sassanide, ce dernier fait tuer les membres de l'ambassade en les empoisonnant. Maniakh, un diplomate sogdien, réussit à convaincre Istämi d'envoyer une ambassade directement à Constantinople, la capitale de l'empire Byzantin. Les ambassadeurs Sogdiens arrivent sur place en 568 après J.-C. et non seulement ils offrent de la soie en cadeau au souverain byzantin, Justin II, mais aussi une alliance contre la Perse sassanide. Justin II accepte et envoie une ambassade dirigée par Zemarchus dans le khaganat turc, assurant ainsi le commerce direct de la soie souhaité par les Sogdiens,,. Le petit nombre de pièces romaines et byzantines trouvées lors des fouilles des sites archéologiques d'Asie centrale et de Chine datant de cette époque suggère que ce commerce direct est resté limité ; et ce malgré le fait que les Romains de l'Antiquité importaient de la soie chinoise, et que les découvertes faites dans les tombes chinoises contemporaines indiquent que les Chinois de la dynastie Han importaient de la verrerie romaine.
Les plus anciens solidus en or de l'Empire romain d'Orient trouvés lors de fouilles réalisées en Chine datent du règne de l'empereur byzantin Théodose II (r. 408-450 après J.-C.) et, au total, seules quarante-huit de ces pièces ont été trouvées dans le Xinjiang et le reste de la Chine, contre 1 300 pièces en argent. L'utilisation de pièces d'argent à Tourfan a persisté longtemps après la campagne des Tang contre Karakhoja et la conquête chinoise de 640 après J.-C.. Ce n'est qu'au cours du VIIe siècle que les pièces chinoises en bronze sont progressivement adoptées. Hansen soutient que ces pièces de l'Empire romain d'Orient ont presque toujours été trouvées avec des pièces d'argent d'origine sassanide et que les pièces d'or romaines ont été utilisées davantage comme objets de cérémonie, des talismans, que comme des moyens de paiement, confirmant la prééminence de la Perse dans le commerce de la Route de la Soie en Asie centrale par rapport aux Romains/Byzantins. Walter Scheidel remarque que les Chinois considèrent les pièces byzantines comme des bijoux exotiques, préférant utiliser des pièces de bronze sous les dynasties Han, Jin, Sui, Tang et Song, ainsi que du papier-monnaie pendant les périodes Song, Yuan et Ming, même si les lingots d'argent sont abondants. Ball écrit que la rareté des pièces romaines et byzantines en Chine, et les quantités plus importantes trouvées en Inde, suggèrent que la plus grande partie de la soie chinoise achetée par les Romains arrive en fait d'Inde par voie maritime, contournant largement le commerce terrestre de la route de la soie passant par l'empire sassanide. Des pièces de monnaie chinoises datant des dynasties Sui et Tang (VIe – Xe siècles) ont été découvertes en Inde ; ainsi que des quantités nettement plus importantes datant de la période Song (XIe – XIIIe siècles), en particulier dans les territoires de la dynastie Chola, qui contrôle alors le sud de l'inde.
Il faut noter que, même si Byzance produit de la soie à partir du VIe siècle après J.-C., les variétés chinoises sont toujours considérées comme étant de meilleure qualité. Cette théorie est étayée par la découverte d'un solidus byzantin frappé sous le règne de Justin II, qui a été trouvé en 1953 dans une tombe datant de la dynastie Sui de la province du Shanxi. Loin d'être un cas unique, ce Solidus n'est qu'une pièce byzantine parmi d'autres trouvées sur divers sites. En plus des fouilles archéologiques, on trouve dans les chroniques historiques chinoises des descriptions de pièces romaines et byzantines. C'est ainsi que l'on trouve dans le Weilüe, le Livre des Han postérieurs,le Livre des Jin, ainsi que le plus tardif Wenxian Tongkao des mentions indiquant que dix anciennes pièces d'argent romaines valaient une pièce d'or romaine,,,. On y apprend également que l'aureus d'or romain vaut environ vingt-cinq deniers d'argent et, sous l'Empire byzantin tardif, douze miliaresion d'argent sont équivalaient à un nomisma d'or. Enfin, l'Histoire des Song note que les Byzantins fabriquent des pièces en argent ou en or, sans trou au milieu, et portant une inscription avec le nom du roi. Elle affirme également que les Byzantins interdisaient la production de fausses pièces de monnaie.

## Restes humains
En 2010, l'ADN mitochondrial a été utilisé pour identifier un squelette partiel trouvé dans une tombe romaine du Ier ou IIe siècle à Vagnari, en Italie. Le défunt avait des ancêtres originaires d'Asie de l'Est du côté de sa mère.
Une analyse effectuée en 2016 sur des restes humains découverts lors de fouilles archéologiques à Southwark à Londres (Soit le site de l'ancienne cité romaine de Londinium), suggère que deux ou trois squelettes d'un échantillon de vingt-deux datant du IIe au IVe siècle sont d'origine asiatique, et peut-être d’ascendance chinoise. Cette découverte a été présentée par le Dr Rebecca Redfern, conservateur du département d'ostéologie humaine du Musée de Londres,. Cependant, il faut noter que cette affirmation est fondée uniquement sur la médecine légale et l'analyse des traits du visage des squelettes et qu'aucune analyse d'ADN n'a encore été effectuée, les échantillons de crâne et de dents disponibles n'offrant que des preuves fragmentaires. De plus, les échantillons utilisés par le Dr Redfern n'ont été comparés qu'aux morphologies des populations modernes, et non à celles des populations vivant à l'époque romaine.

## Contact militaire hypothétique et site antique de Liqian

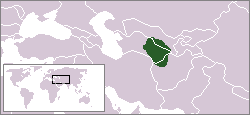
Les soldats romains fait prisonniers à l'issue de la bataille de Carrhes sont envoyés vers Margiana par le roi Orodes. Leur sort exact reste inconnu.

En 1941, l’historien Homer H. Dubs (en) émet l’hypothèse que des prisonniers de guerre romains qui ont été transférés à la frontière orientale parthe auraient pu ensuite combattre les soldats de la Chine des Han.
En effet, après la défaite des armées romaines à la bataille de Carrhes le 9 juin 53 av. J.-C., on estime qu'environ 10 000 prisonniers romains ont été déplacés par les Parthes vers Margiana, sur la frontière orientale de leur empire. Quelque temps plus tard, Zhizhi, un des chanyu (roi) du peuple nomade des Xiongnu, fonde un royaume à l'est de Margiana, dans la vallée du Talas, près de l'actuelle ville de Taraz. S'appuyant sur ces deux faits, Dubs met en avant un compte-rendu chinois rédigé par Ban Gu de propos « d'une centaine de soldats » sous le commandement de Zhizhi qui se sont battus à ses côtés, en 36 av. J.-C., lors d'une bataille où ce dernier a affronté les troupes des Han. Cette centaine d'hommes se serait battue en utilisant ce que Gu appelle une « formation en écailles de poissons ». Pour Dubs, il pourrait s'agir de la formation en tortue de l'armée romaine et ces hommes seraient donc des survivants de Carrhes, qui auraient ensuite été capturés par les Chinois avant de fonder le village de Liqian, dans le nord de la Chine, près de l'actuel village de Zhelaizhai, dans le Xian de Yongchang. En plus du rapport de Ban Gu, Homer H Bubs s’appuie sur les caractéristiques physiques des habitants du village (peau et cheveux plus clairs, nez prononcés, etc.), qui ont surpris les archéologues venus fouiller le site de Liqian au début du XXe siècle.
Cependant, la synthèse de Dubs des sources romaines et chinoises n’a jamais été acceptée par les historiens, au motif qu'il s'agit de pures spéculations et que Dubs tire des conclusions sans avoir de preuves suffisantes pour les appuyer. En 2005, des tests ADN confirment les « origines caucasiennes » de quelques habitants actuels de la région, origines qui peuvent s'expliquer par des mariages trans-ethniques avec des membres des peuples indo-européens qui ont vécu dans le Gansu dans les temps anciens, comme les Yuezhi et les Wusun,,,. En 2007, des analyses beaucoup plus complètes de l’ADN de plus de deux cents habitants masculins du village montrent une relation génétique étroite à la population chinoise Han et une grande différence par rapport au patrimoine héréditaire caucasien. Les chercheurs en concluent que les gens de Liqian sont probablement d’origine Han. En outre, la fouille du site de Liqian n'a apporté aucune preuve archéologique claire pouvant attester d’une présence romaine,,.
En 2011, le docteur C.A Matthew de l’Université catholique australienne émet une nouvelle hypothèse concernant l'origine de cette centaine de guerriers utilisant une « formation en écailles de poissons ». Au lieu de légionnaires romains utilisant la formation de la tortue, Matthew pense que ces étranges guerriers étaient peut-être des Gréco-macédoniens utilisant la formation en phalange et venant soit de la Bactriane, soit d'un des royaumes indo-grecs.